# Przewody trakcyjne

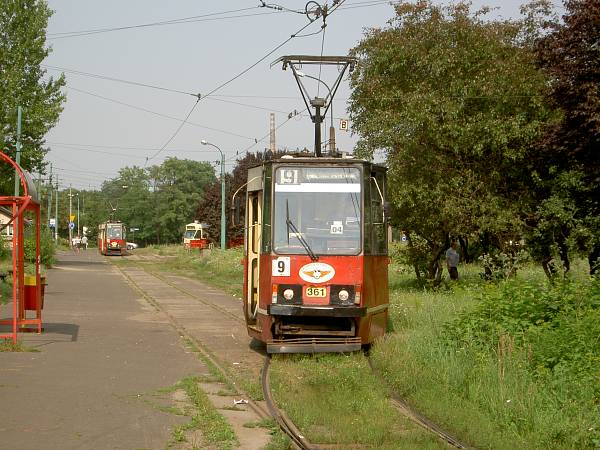
Ruda Śląska Chebzie. Sieć prosta (albo sieć płaska) na pętli tramwajowej w Górnośląskim Okręgu Przemysłowym.

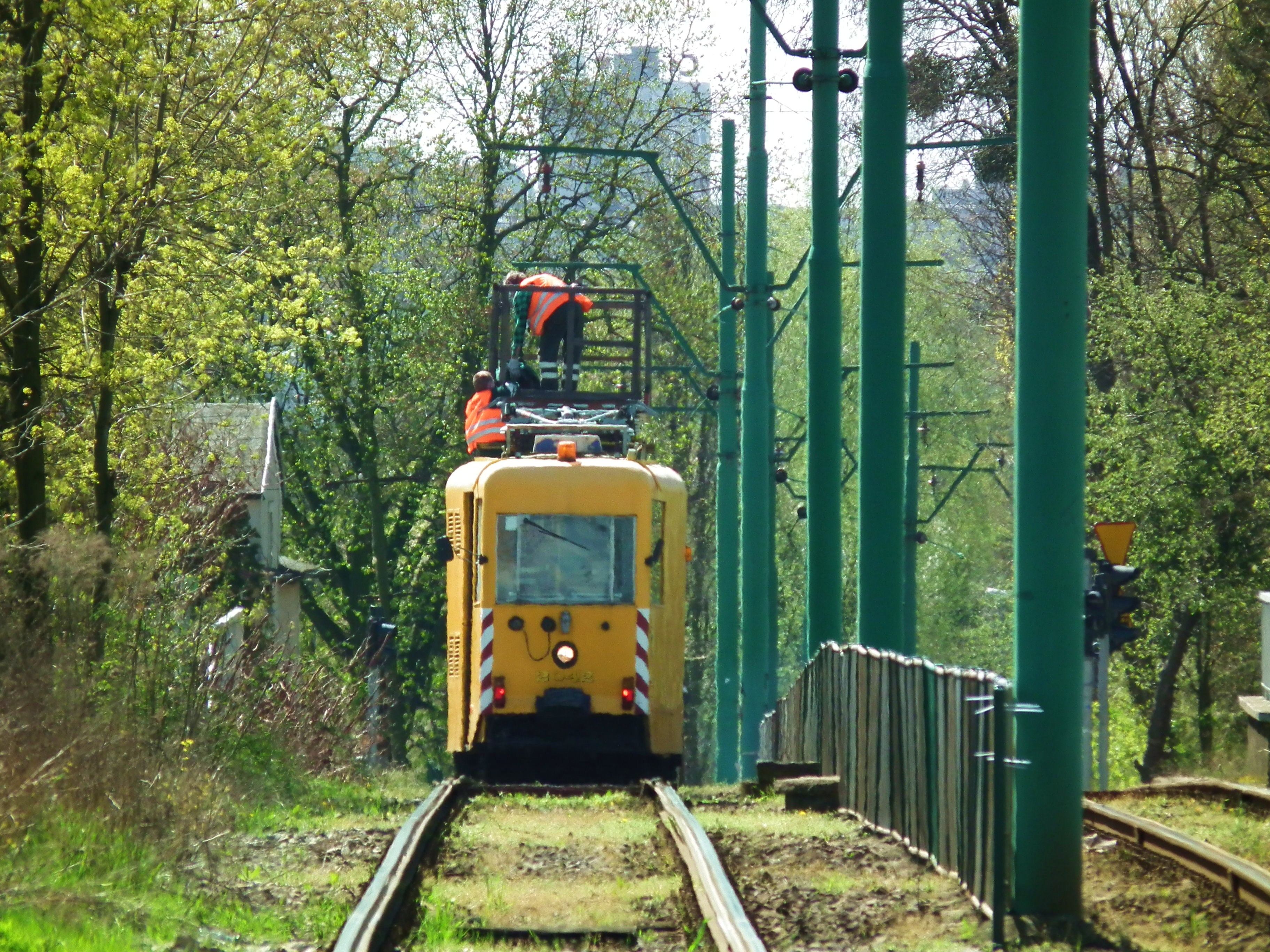
Tramwaj wieżowy wykorzystywany do napraw przewodów trakcyjnych podczas remontu trasy tramwajowej w Poznaniu

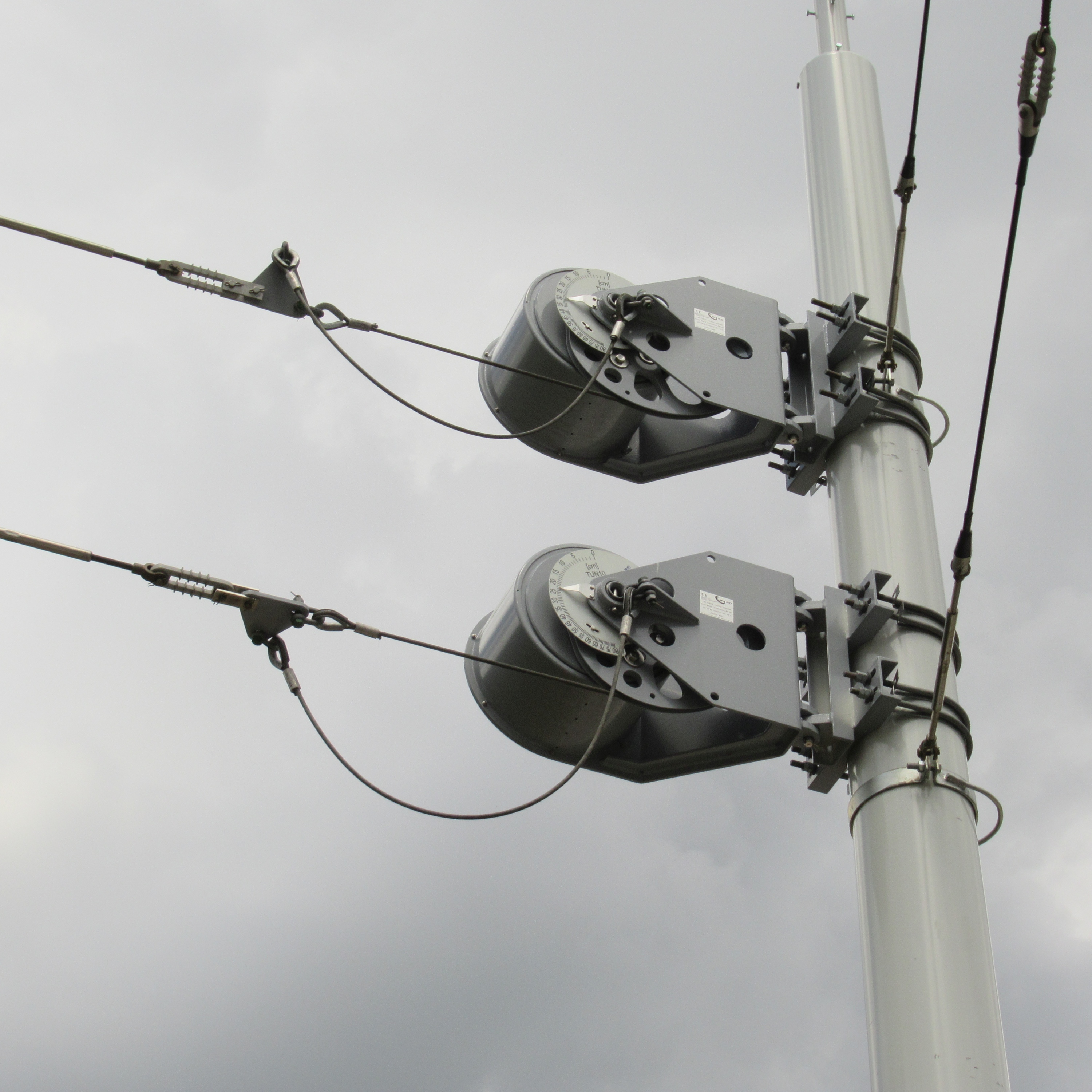
Nowoczesny naprężacz sieci tramwajowej (Wrocław).

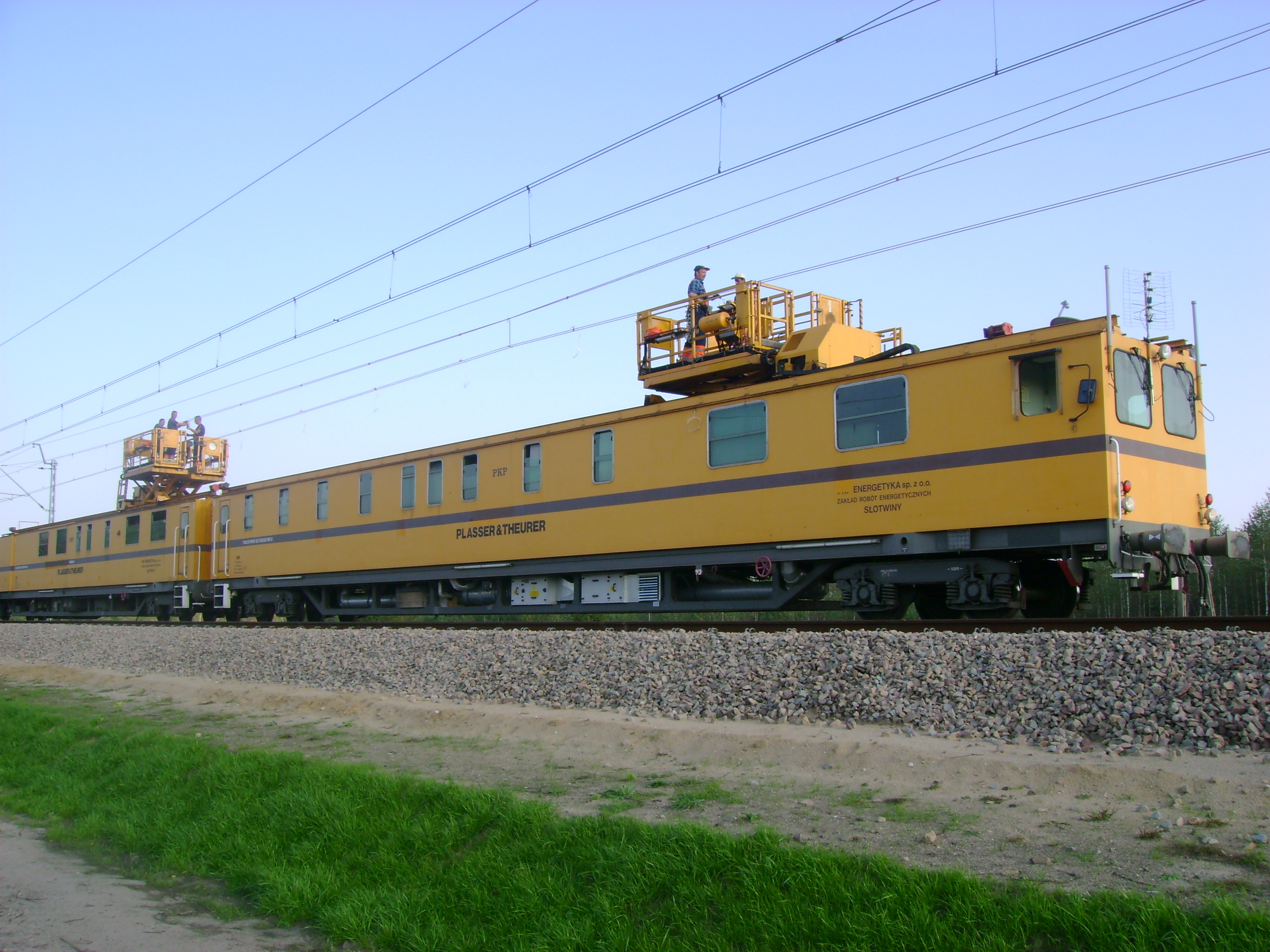
Pociąg trakcyjny (sieciowy), używany do modernizacji sieci trakcyjnej na trasie Międzyrzec Podlaski – Biała Podlaska

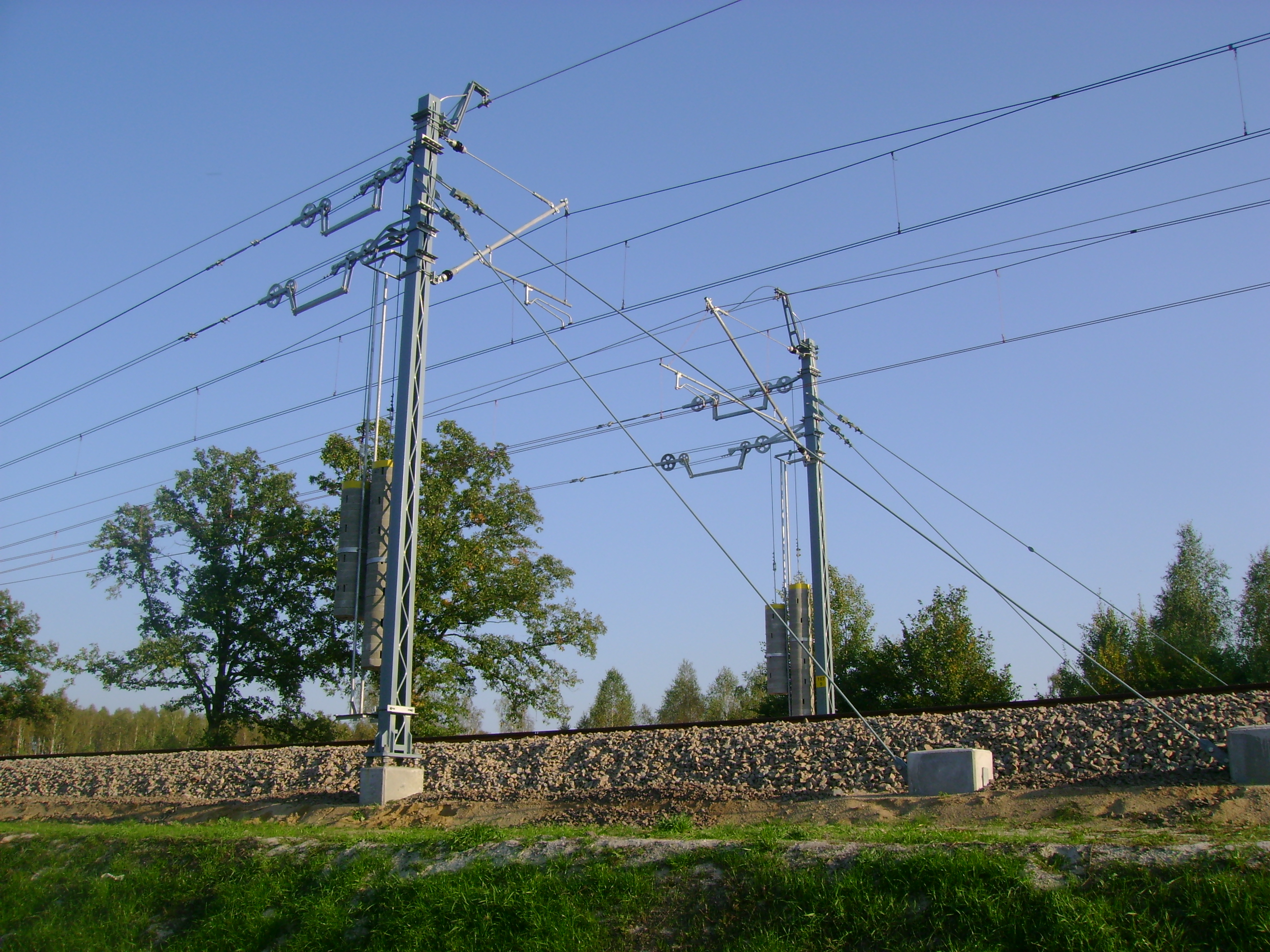
Przewody trakcyjne w Polsce na linii kolejowej nr 2, o napięciu =3000 V:, krajowy standard przy zasilaniu silników trakcyjnych

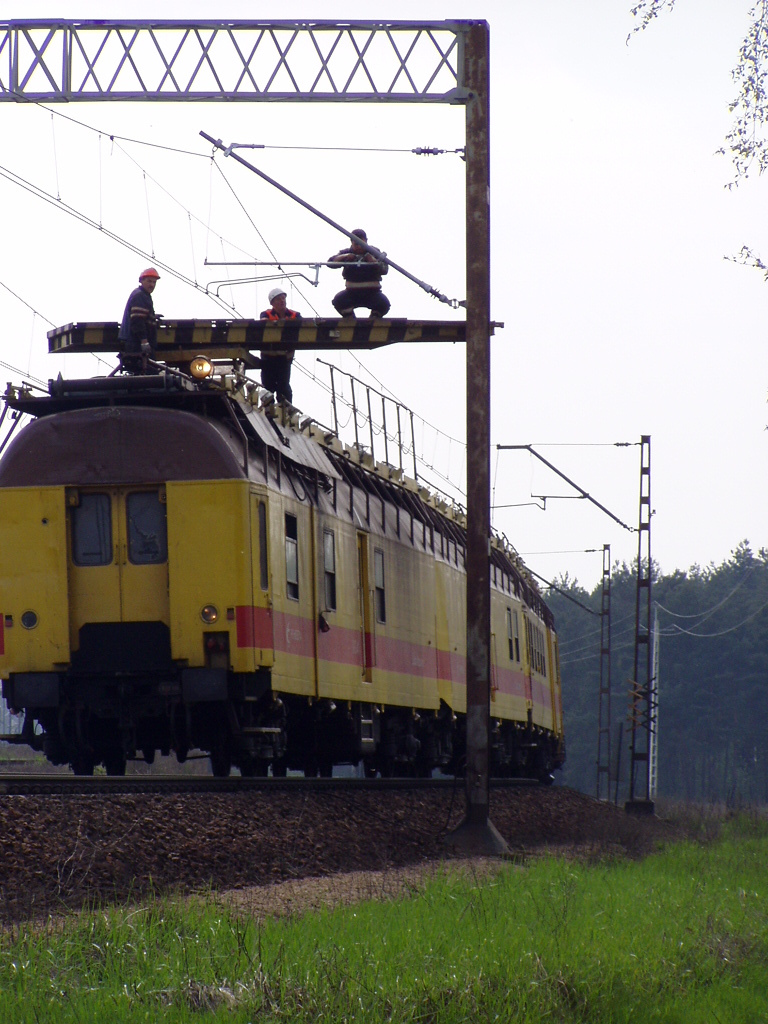
Pociąg sieciowy na linii PKP Warszawa – Poznań. Polska sieć „normalna” dla napięcia =3000 V: dwa przewody jezdne na osobnych wieszakach przesuniętych względem siebie o pół pola, zawieszonych na jednej linie nośnej. Przy słupach trakcyjnych zawieszenie pośrednie.

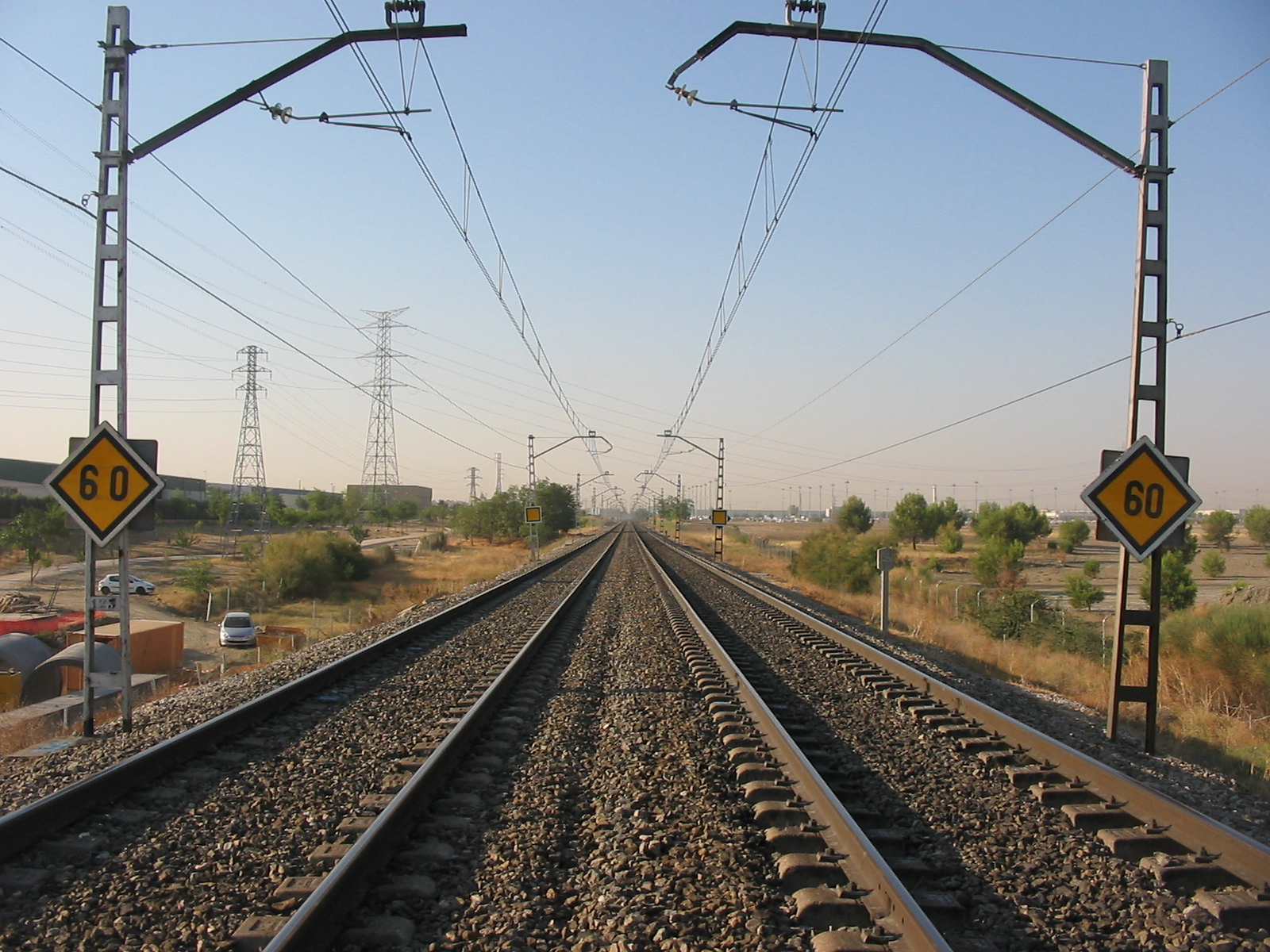
Hiszpania. Przewody trakcyjne konstrukcji „normalnej” dla napięcia =3000 V na szerokotorowej sieci ADIF. Dwa przewody jezdne na osobnych wieszakach, umieszczonych blisko siebie na wspólnej linie nośnej. Przewody zasilające z boku torowiska.

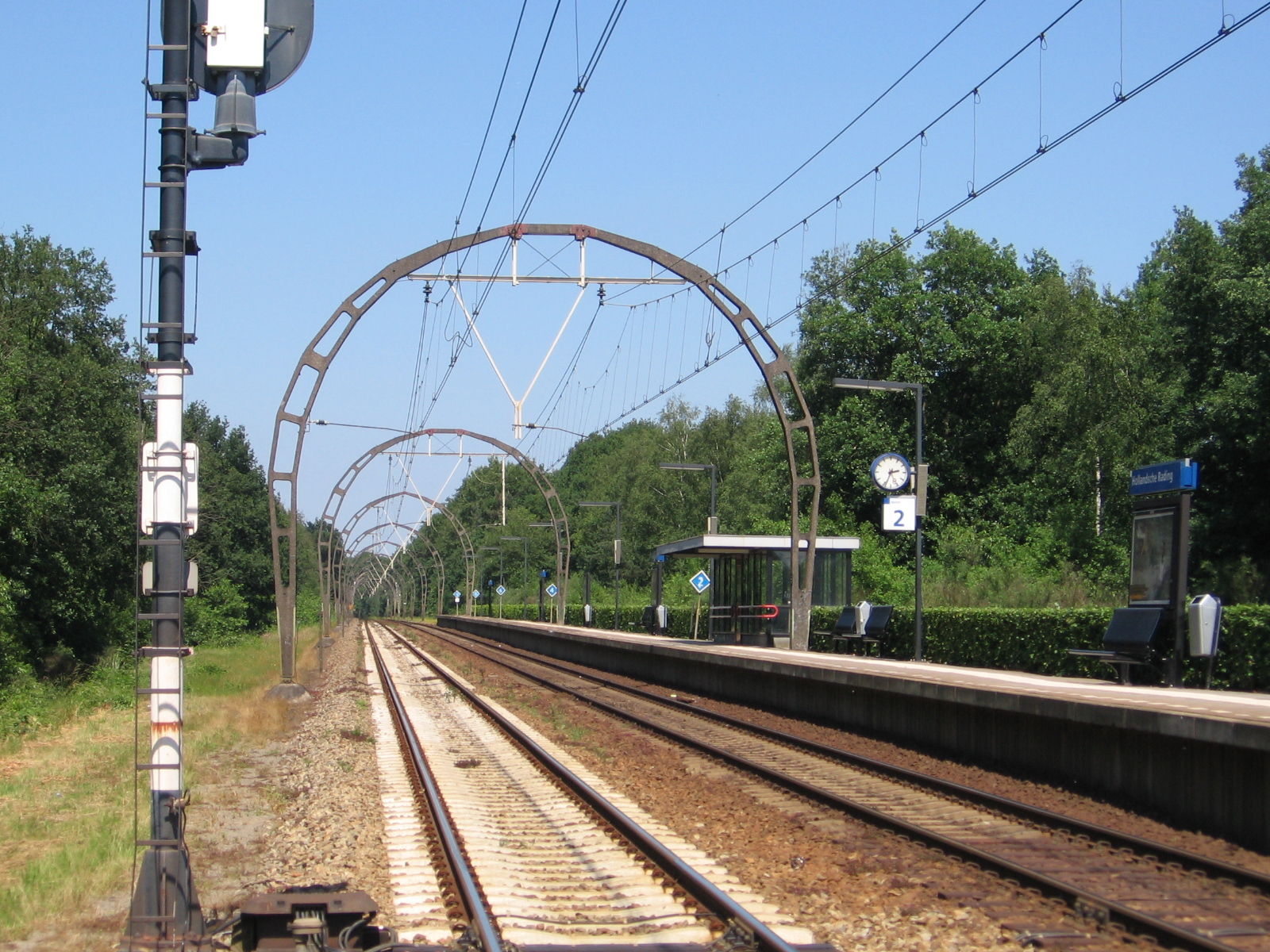
Przewody trakcyjne na sieci Nederlandse Spoorwegen dla napięcia =1500 V. Sieć z zagęszczonymi wieszakami i zintegrowaną liną zasilającą, ponadto lina nośna, dwa przewody jezdne. Przy słupach trakcyjnych zawieszenie pośrednie. Na tej sieci stosuje się najczęściej słupy trakcyjne w postaci prostokątnych bramek: takie jak na zdjęciu występują dość rzadko.

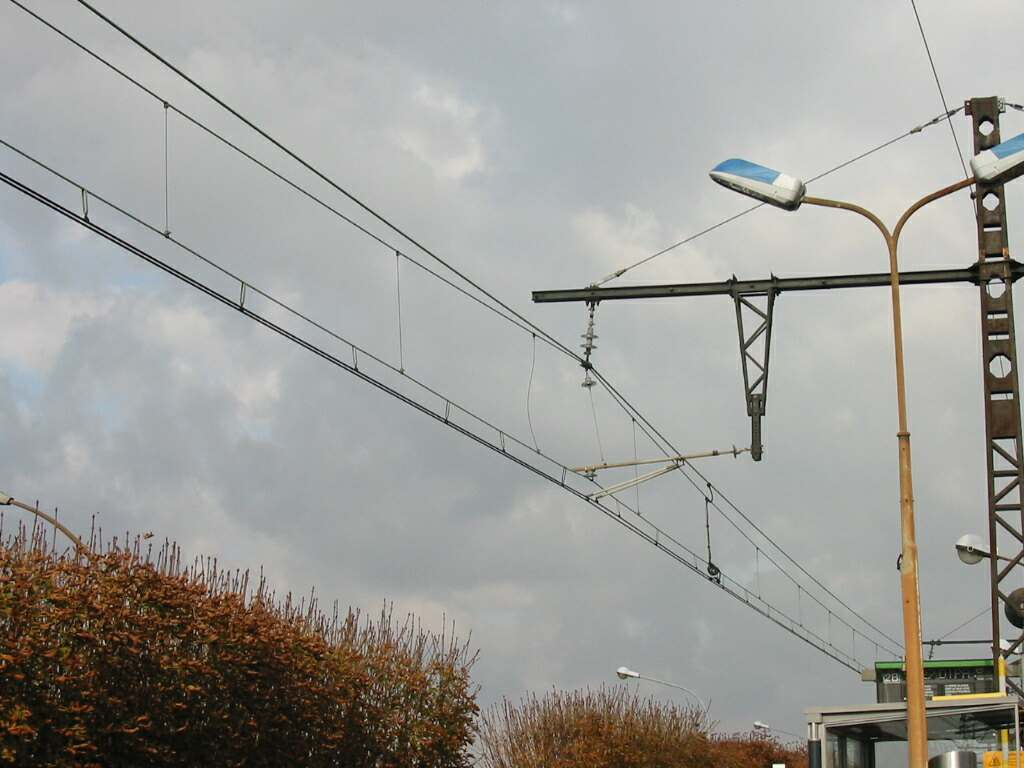
Przewody trakcyjne na sieci SNCF w okolicach Paryża dla napięcia =1500 V. Sieć konstrukcji złożonej: lina zasilająca, dwie liny nośne, dwa przewody jezdne.

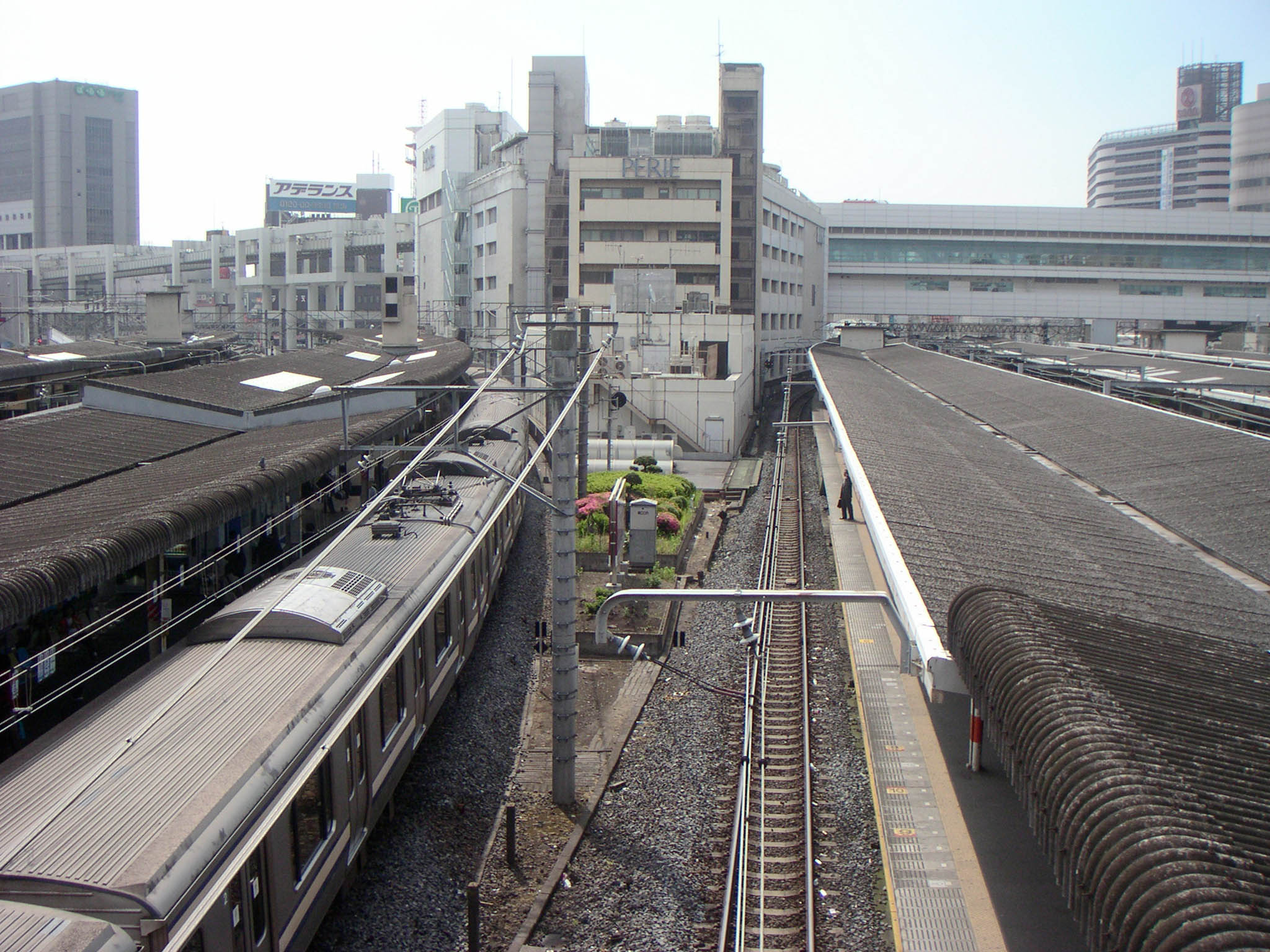
Stacja Chiba (okolice Tokio) na sieci JR Higashi Nihon. Widoczne przewody trakcyjne dla napięcia =1500 V. Zasilanie na linii o bardzo intensywnym ruchu pociągów rozwiązano tutaj w postaci podwójnej sieci lekkiej zamontowanej równolegle: razem dwie liny nośne, dwa przewody jezdne.

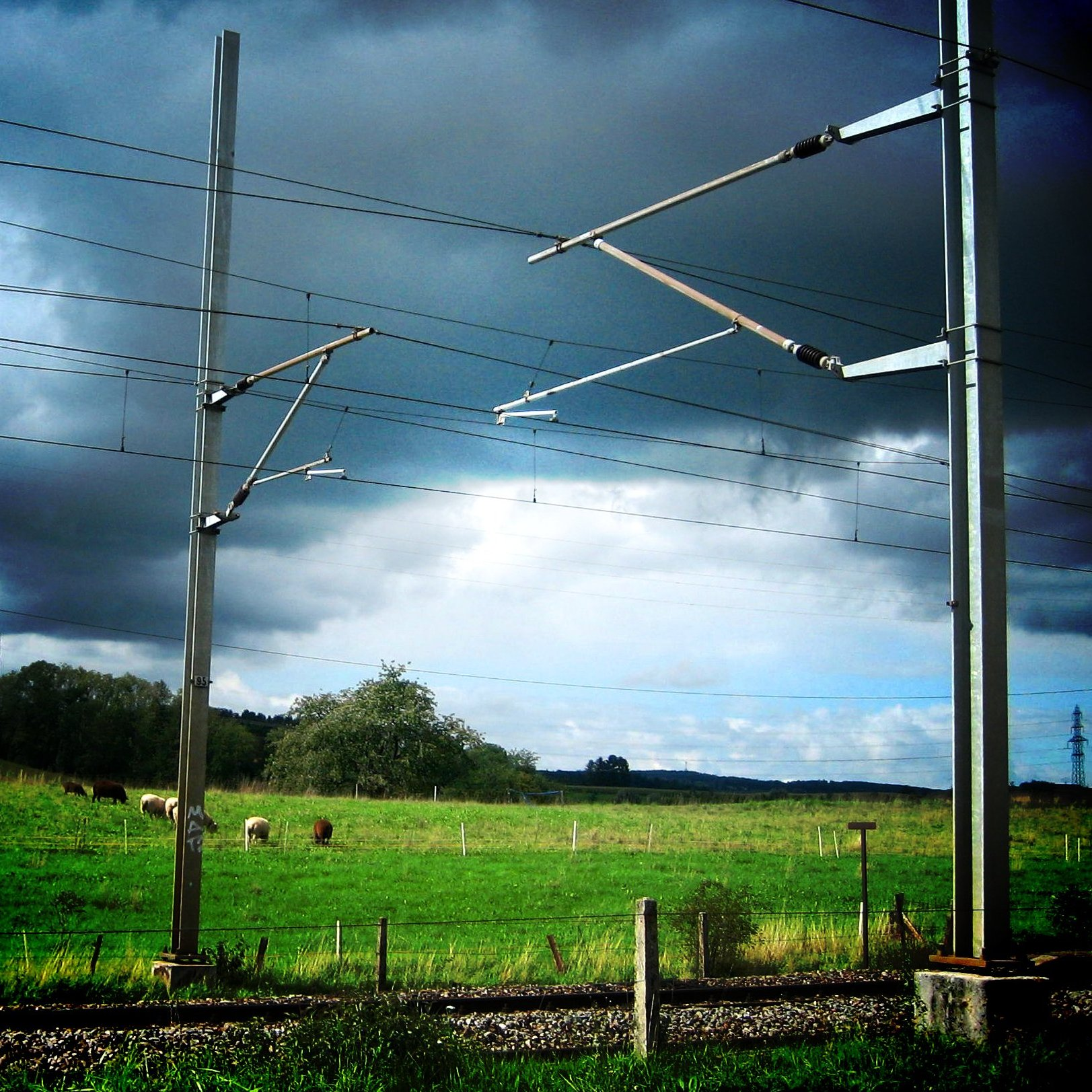
Przewody trakcyjne na sieci SBB/CFF/FFS w zachodniej Szwajcarii dla napięcia ~15 kV 16,7 Hz. Sieć konstrukcji lekkiej: lina zasilająca, jedna lina nośna, jeden przewód jezdny.

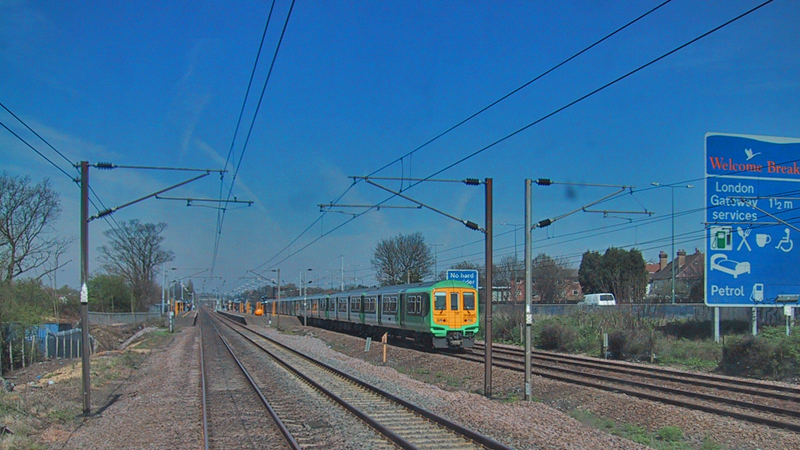
Przewody trakcyjne na sieci National Rail (Anglia, Midland Main Line) dla napięcia ~25 kV 50 Hz. Sieć konstrukcji lekkiej: jedna lina nośna, jeden przewód jezdny. Liny zasilające poza torowiskiem.

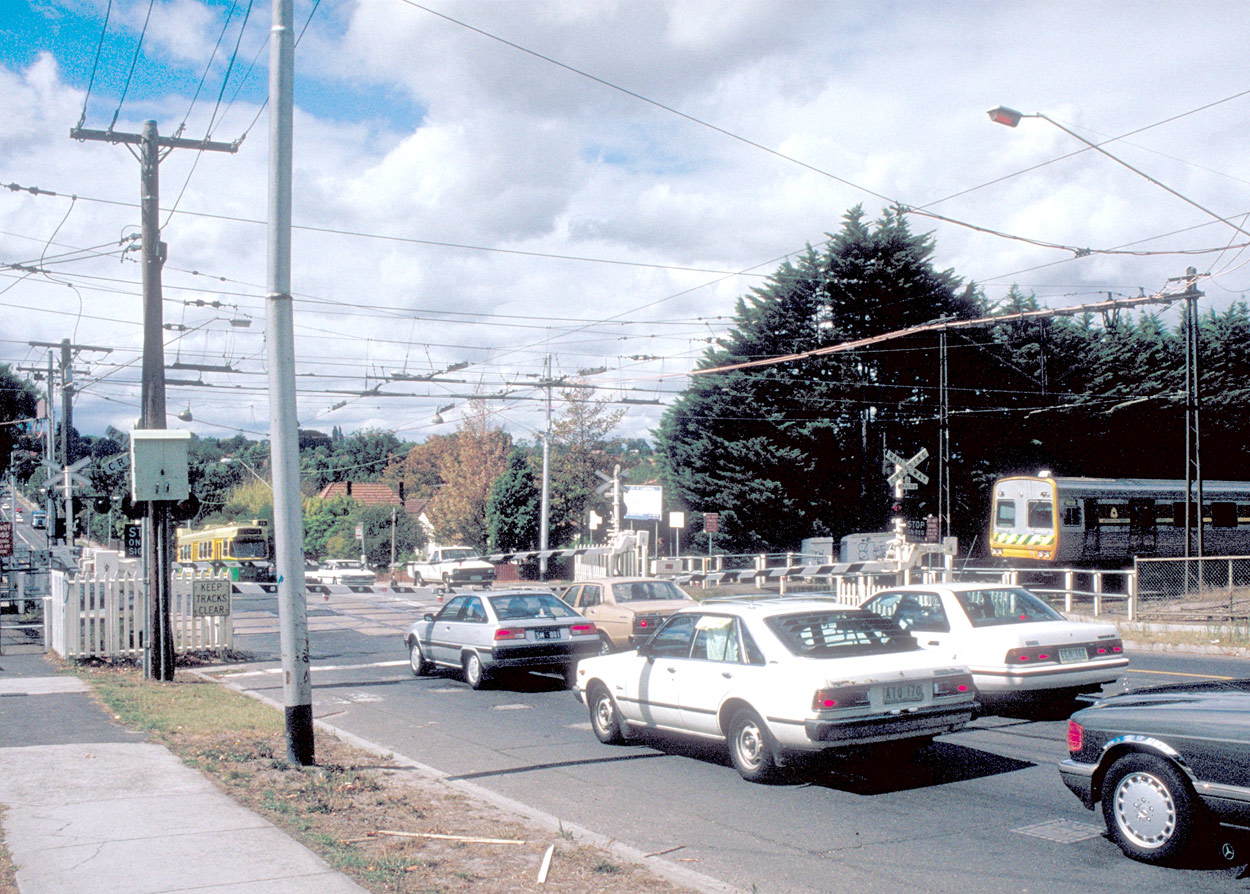
Melbourne. Jedno z kilku istniejących skrzyżowań jednopoziomowych sieci kolei aglomeracyjnej, zasilanej napięciem =1500 V, z linią tramwajową, zasilaną napięciem =600 V.

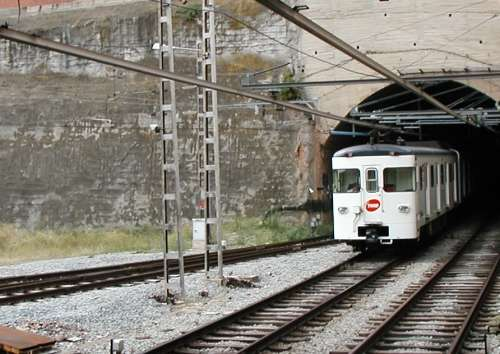
L’Hospitalet de Llobregat koło Barcelony. Okolice stacji Can Boixeres na linii 5 metra. Zasilanie górne ze sztywnych przewodników, napięcie =1200 V.

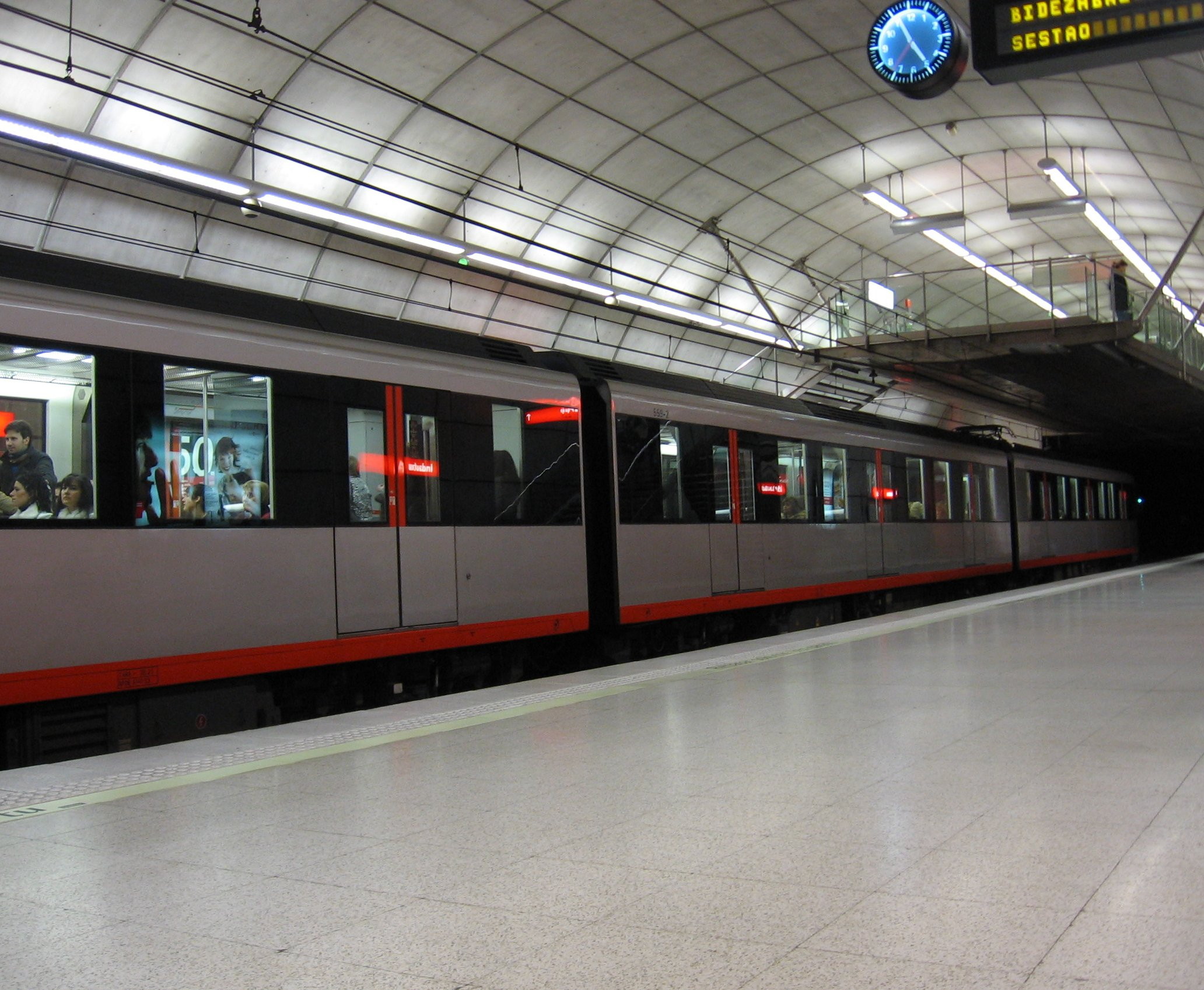
Stacja Indautxu metra w Bilbao. Sieć trakcyjna z dwoma przewodami jezdnymi, zasilana napięciem =1500 V.

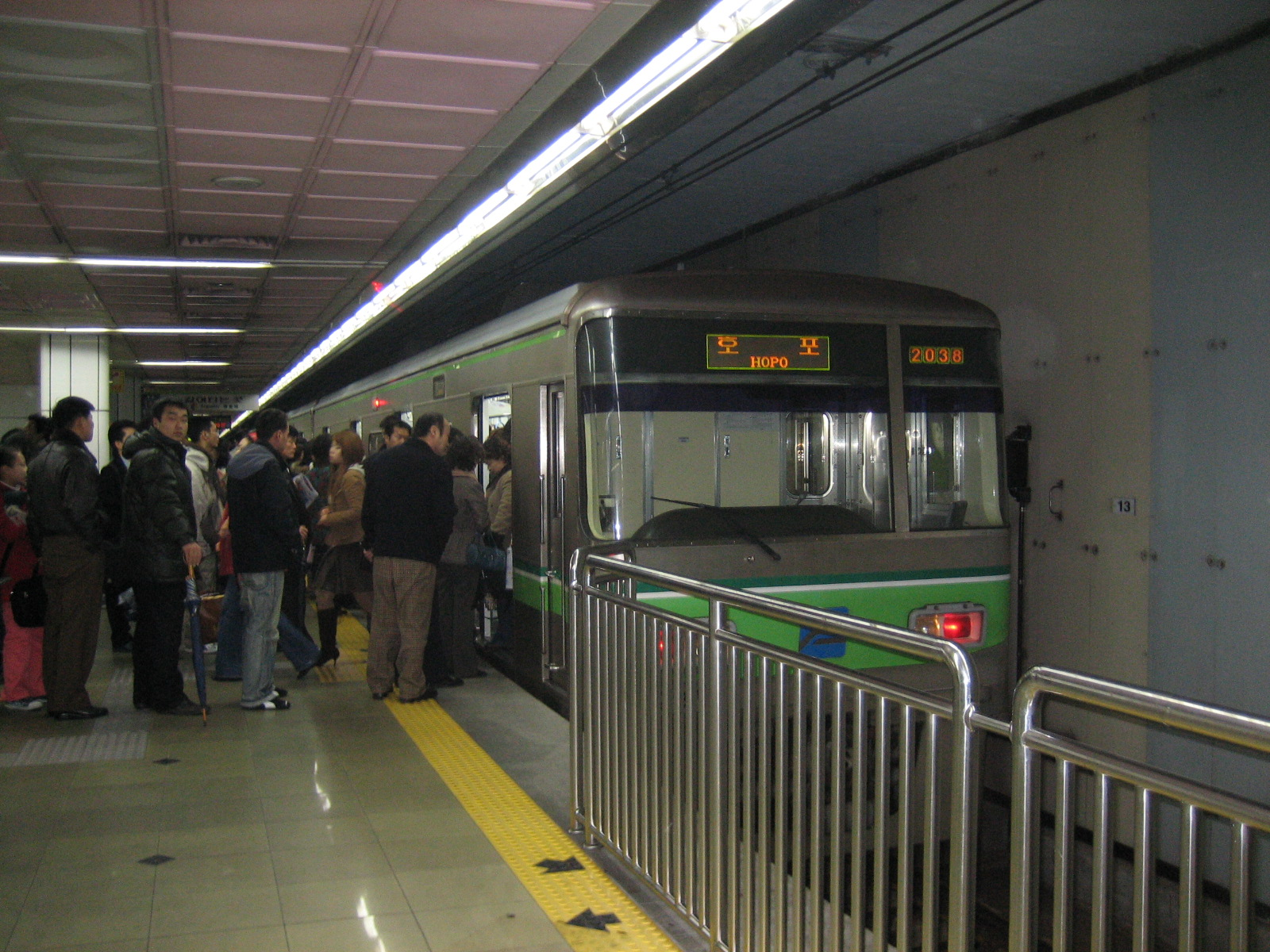
Stacja na linii 2 metra w Pusanie. Sieć trakcyjna „złożona” z dodatkową liną nośną, zasilana napięciem =1500 V.

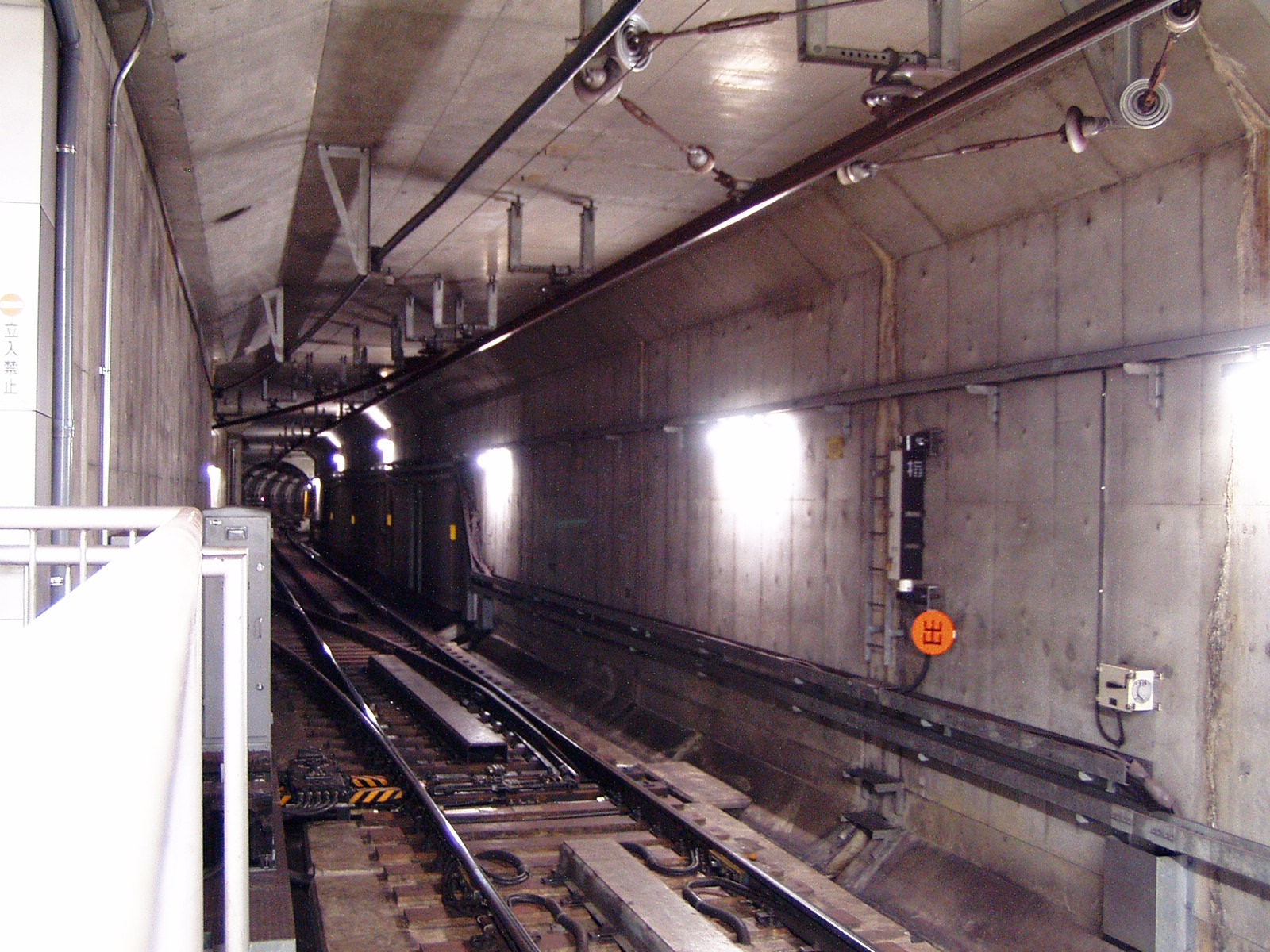
Tokio, linia Ōedo metra Toei, napędzana silnikiem lniowym. Zasilanie górne ze sztywnych przewodników, napięcie =1500 V.

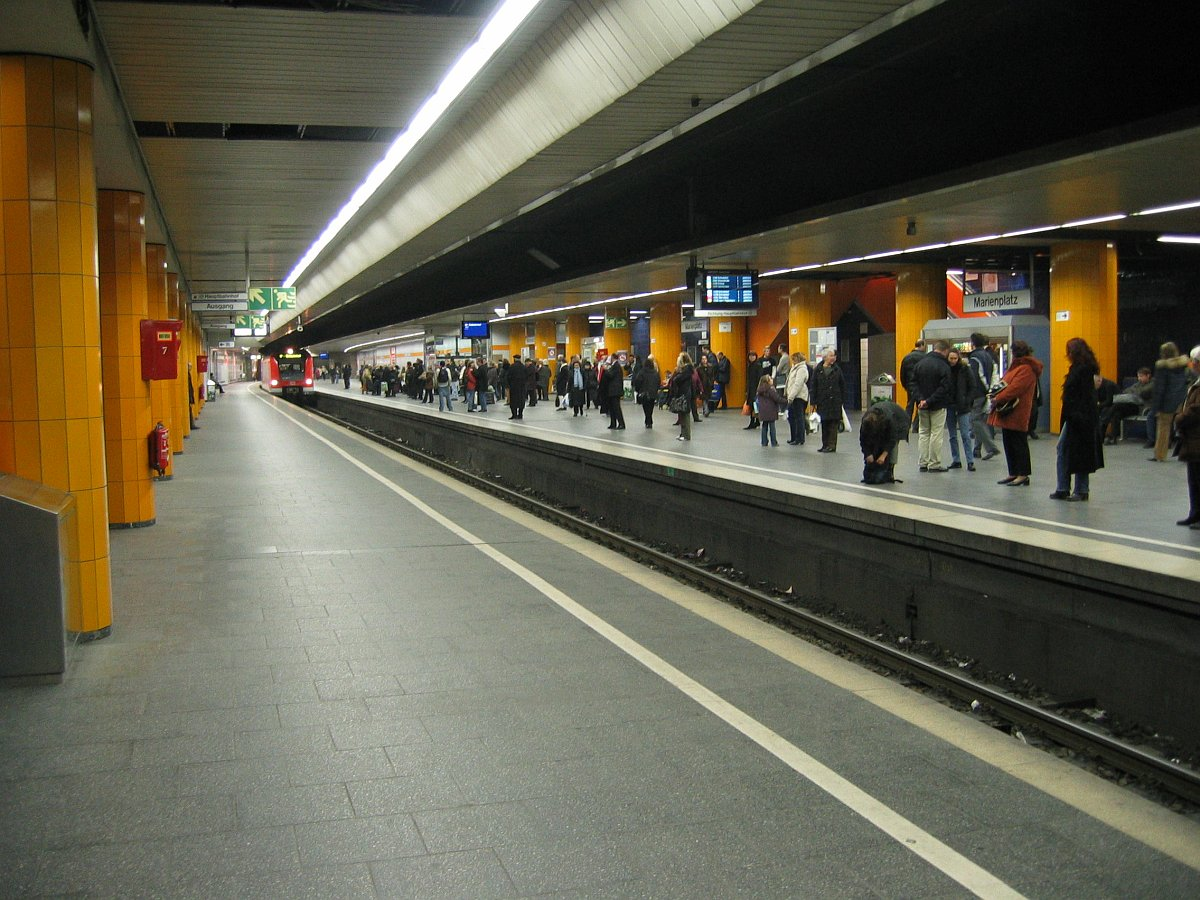
Stacja Marienplatz na średnicy S-Bahn w Monachium. Sieć trakcyjna ukryta w specjalnie wyprofilowanym suficie stacji.

Przewody trakcyjne – nieizolowane kształtowniki metalowe i liny przewodzące prąd elektryczny, zawieszone na słupach trakcyjnych, przekazujące energię pojazdom o napędzie elektrycznym poruszającym się pod nimi.
Przewody trakcyjne są najczęściej spotykaną formą zasilania górnego. Inną jego formą są sztywne przewodniki zamontowane nad torem ruchu pojazdów. Stosowane przede wszystkim na liniach kolei konwencjonalnych (tj. poruszających się po stalowych szynach), poza tym na sieciach tramwajowych oraz trolejbusowych.

## Budowa
Na przewód trakcyjny składają się:
- przewód jezdny – element kontaktujący się z odbierakiem prądu pojazdu
- lina nośna – element podtrzymujący przewód jezdny (o ile istnieje)
- wieszaki, na których przewód jezdny podwieszony jest do liny nośnej
- przewody zasilające (w tym np. przewód wzmacniający)

### Przewód jezdny
Przewód jezdny ma zwykle przekrój okrągły, z dwoma symetrycznymi wcięciami w górnej części, które umożliwiają doczepienie do wieszaków. Tradycyjnie wykonany był z miedzi, ze względu na wysoką przewodność elektryczną i małą podatność na korozję. Bardziej odporne na ścieranie są przewody wykonane z miedzi z domieszkami, na przykład srebrem, magnezem, kadmem i cyną. Stosuje się również przewody o przekroju złożonym, ze stalowym rdzeniem i miedzianym lub aluminiowym kołnierzem; wprowadzone dla zmniejszenia przekroju i zwiększenia wytrzymałości na większe siły naciągu.

### Poziom zawieszenia
Normalny poziom zawieszenia przewodu jezdnego na sieciach kolejowych waha się od 5,3 m ponad poziomem główki szyny na sieci niemieckiej do 4,85 m, we Włoszech (na takich liniach nie dopuszcza się przejazdów jednopoziomowych). Na przejazdach przepisy brytyjskie, mimo mniejszej skrajni kolejowej, wymagają wysokości 5,6 m (p. przepisy HMRI; wszystkie przejazdy z niżej umieszczonymi przewodami muszą mieć bramki uniemożliwiające wjazd pojazdów drogowych przekraczających dopuszczalne gabaryty). W Indiach na niektórych liniach stosuje się sieć zawieszoną na wysokości umożliwiającej przewożenie dwóch kontenerów „jeden na drugim”.
Standardowa wysokość sieci trakcyjnej (wysokość konstrukcyjna) na słupie to zwykle 1,4–1,8 m (dane dla linii dużych prędkości). W sieciach lekkich wieszaki umieszcza się zwykle co 9 m (w Polsce 7–8 m), ale istnieją sieci typu lekkiego z wieszakami zagęszczonymi do 4,5 m (np. LGV Sud-Est). Wieszaki w sieciach „normalnych” (z dwoma przewodami jezdnymi) mogą utrzymywać jeden albo dwa przewody, zależnie od zasady przyjętej przez poszczególne koleje. Typowe przęsła sieci (fragmenty przewodów między sąsiednimi słupami trakcyjnymi) wynoszą od 50 m na liniach Shinkansen do 65 m na liniach NBS (Neubaustrecke) w Niemczech.

### Klasyfikacja
Przewody trakcyjne klasyfikuje się w zależności od parametrów konstrukcyjnych i użytkowych.

#### Ukształtowanie
Ze względu na ukształtowanie wyróżnia się dwie podstawowe grupy przewodów trakcyjnych:
- sieć prostą (lub płaską) – składającą się wyłącznie z przewodu jezdnego
- sieć z liną lub linami nośnymi – przewód jezdny zawieszony jest do liny nośnej za pomocą wieszaków

Typ pierwszy stosowany jest w przypadku pojazdów poruszających się z niewielkimi prędkościami (do ok. 80 km/h), przede wszystkim na liniach tramwajowych. Wyższe prędkości wymagają lepszej współpracy odbieraków z przewodem jezdnym, którą zapewnia sieć z linami nośnymi.
Dla równomiernego zużycia powierzchni ślizgu odbieraków prądu przewód jezdny montowany jest zygzakowato w stosunku do osi toru; odchylenia sięgają 20–40 cm. Realizuje się to przez naprzemienne ustawienie słupów z wysięgnikami krótkimi i długimi.

#### Forma
Obecnie stosowane formy sieci trakcyjnej z liną nośną są dość zróżnicowane. Można je podzielić na trzy główne grupy:
- sieć lekka – forma najprostsza; tworzą ją lina nośna, wieszaki i przewód jezdny
- sieć normalna – forma pośrednia, w której stosuje się dwa przewody jezdne, położone na tym samym poziomie, w odległości kilku cm. Termin normalna stosowany jest w krajach, których koleje przyjęły ją jako podstawową (m.in. w Polsce)
- sieć złożona (inaczej: ciężka) – z dodatkową liną umieszczoną równolegle tuż ponad przewodem jezdnym albo wykonana w postaci dwóch sieci lekkich umocowanych obok siebie (sieć zdwojona, lub bliźniacza).

#### Naciąg i kompensacja
Pod względem zdolności do kompensacji różnic naciągu związanych ze zmianami temperatury, sieci z liną nośną można podzielić na trzy grupy:
- nieskompensowane – stosowane rzadko, tylko na krótkich, bocznych odcinkach o niewielkich prędkościach jazdy
- półskompensowane – kompensacji poddane są tylko przewody jezdne
- skompensowane – kompensacji poddane są liny nośne i przewody jezdne (wymagana dla dużych prędkości)

Najprostszą formą kompensacji, stosowaną na niektórych sieciach tramwajowych, było ręczne naprężanie sieci za pomocą śruby rzymskiej, dokonywane kilka razy do roku. Samoczynna kompensacja, niezbędna na sieciach kolejowych i współczesnych tramwajowych, uzyskiwana jest zwykle przez naprężanie lin obciążnikami (w Polsce zwanymi potocznie dropsami ze względu na kształt) zawieszonymi przy słupach trakcyjnych. Trwają prace nad naprężaczami różnorodnej konstrukcji.
Cięższe sieci konstrukcji złożonej są stosunkowo sztywne i nie dopuszczają dużych odkształceń powodowanych przesuwaniem się odbieraków. Wymagają one też większych naciągów: na włoskiej Direttissimie stosuje się naciąg 2×33,9 kN (sieć zdwojona), na sieci Shinkansen aż 54 kN. Dla porównania, sieć lekka na LGV Sud-Est ma naciąg 14 kN, na niemieckich NBS-ach – 15 kN, na LGV Atlantique – 20 kN. Wobec większej podatności sieci lekkich na odkształcenia pionowe, pantografy szybkich pociągów TGV i ICE dociskane są siłą 130–250 N, podczas gdy w przypadku pociągów Shinkansen siła docisku wynosi 70–80 N.
Podatność na zniszczenie sieci trakcyjnej przy wysokich prędkościach pociągów maleje wraz ze wzrostem siły naciągu i zmniejszaniem przekroju przewodu jezdnego. Przy przewodzie całkowicie miedzianym dopuszczalna prędkość nie może być znacząco wyższa od 500 km/h. Dlatego ważnym czynnikiem umożliwiającym wzrost dopuszczalnej prędkości jest wprowadzenie wysoko wytrzymałych materiałów (trwają prace nad stopami aluminium, stopami miedzi i przekrojami złożonymi).

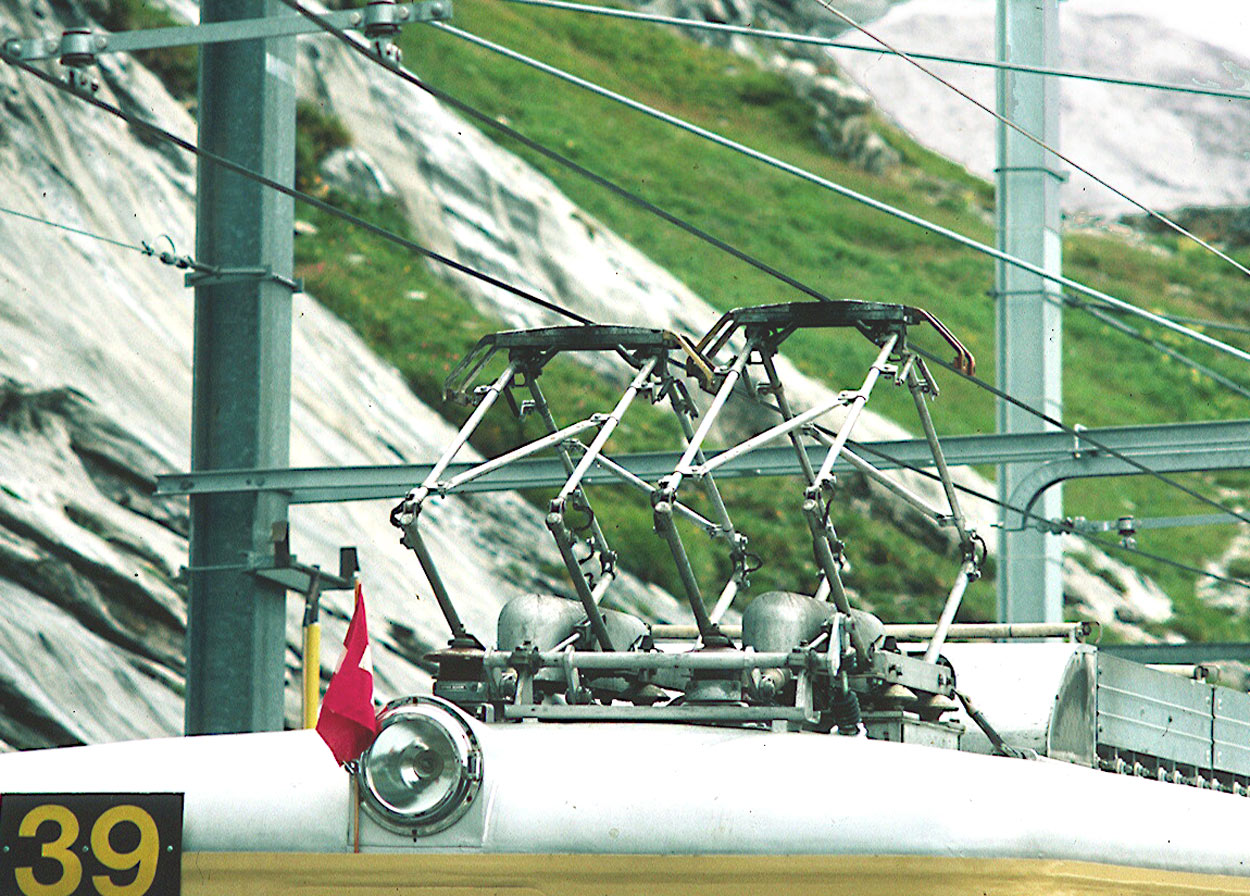
Kolej Jungfraubahn

Sieci z dwoma oddzielnymi przewodami jezdnymi stosowane są głównie tam, gdzie niezbędne jest prowadzenie górą przewodu „powrotnego” – a więc przede wszystkim na liniach trolejbusowych (w układzie prostym lub z linami nośnymi). Innym powodem stosowania wielu przewodów jezdnych może być (obecnie bardzo rzadkie) zasilanie wielofazowe. Kolej Jungfraubahn jest jednym z ostatnich zachowanych przykładów tego typu elektryfikacji.
Sieć prądu stałego a sieć prądu przemiennego. Spośród różnych systemów elektryfikacji napięciem przemiennym, obecnie najkorzystniejszy ekonomicznie dla sieci dalekobieżnych jest system ~25 kV 50 Hz – stosuje się go np. na większości budowanych obecnie linii dużych prędkości. Sieć górna dla tego systemu charakteryzuje się najlżejszą konstrukcją i przekrojem przewodu jezdnego rzędu ok. 150 mm²; jest to zwykle „sieć lekka”. Ponieważ prąd stały – ze względu na wyższe natężenia – wymaga większych przekrojów (300–500 mm²), stosuje się podwójny przewód jezdny z zagęszczonym układem wieszaków – „sieć normalna”. Takie rozwiązanie przyjęto dla sieci PKP w Polsce (napięcie stałe 3000 V). Dla napięcia stałego 1500 V stosuje się gdzieniegdzie pośredni przewód nośny, utrzymujący dwa przewody jezdne – „sieć złożona” (np. na części sieci SNCF). W Tokio, gdzie ruch podmiejski jest wyjątkowo intensywny, kilka sieci kolejowych (zelektryfikowanych napięciem stałym 1500 V) stosuje dwa równoległe przewody trakcyjne sieci lekkiej założone obok siebie (sieć zdwojona). Podobne rozwiązanie stosuje się na też na niektórych magistralach kolei włoskich FS (napięcie stałe 3000 V). Tym niemniej, na mniej obciążonych liniach stosuje się sieć lekką nawet przy zasilaniu napięciem stałym 1500 V – np. na kolejach aglomeracyjnych w Melbourne, w Kapsztadzie.
Wyjątkowo duże obciążenie japońskich linii dużych prędkości Shinkansen było zapewne przyczyną, że mimo zasilania ich napięciem przemiennym 25 kV 50 Hz, zastosowano sieć złożoną z dodatkową liną prowadzoną równolegle tuż nad (pojedynczym) przewodem jezdnym (z wyjątkiem Nagano Shinkansen, który ma sieć lekką). Jednak na europejskich liniach dużych prędkości, również zasilanych napięciem jednofazowym, większość przewodów trakcyjnych jest typu lekkiego (z wyjątkiem Włoch, gdzie stosuje się prąd stały).
Rzadsze rozmieszczenie podstacji (na sieciach interurbans w USA stosowano np. 40–60 km przy prądzie przemiennym wobec 15–30 km przy stałym) jest również pewnym uproszczeniem konstrukcji sieci górnej, choć styk dwu sekcji przy prądzie przemiennym jest bardziej skomplikowany niż przy prądzie stałym – nie może następować zwieranie obu fragmentów sieci np. odbierakiem (prąd stały dopuszcza krótkotrwałe zwarcia międzysekcyjne).
Sieć dla odbieraków rolkowych a sieć dla odbieraków ślizgaczowych. Sieć dla odbieraków rolkowych (a tym bardziej dla odbieraków z „łyżką” – jak w trolejbusach) jest trudniejsza w budowie i utrzymaniu od sieci dla pantografów lub odbieraków „lirowych”. Wymaga ona łagodnego profilowania łuków, użycia specjalnych elementów na skrzyżowaniach, a szczególnie rozjazdach. Dodatkowo – rozjazdy dla odbieraków „łyżkowych”, w przeciwieństwie do rozjazdów stosowanych dla odbieraków rolkowych, wymagają zwrotnic. Pojazdy z odbierakami ślizgaczowymi (pantografy, lirowe, ramkowe) mogą w zasadzie poruszać się korzystając z sieci dla odbieraków rolkowych, te drugie nie mogą jednak korzystać z sieci zbudowanej dla tych pierwszych. Obecnie odbieraki rolkowe lub odbieraki z łyżką (i dostosowane do nich przewody trakcyjne) są rzadkością, ale eksploatuje się je jeszcze m.in. na sieciach tramwajowych w Toronto, Rydze, Filadelfii, Nowym Orleanie, San Francisco, Lizbonie.
Zasilanie górne ze sztywnych przewodników. Sztywne przewodniki dają nie tylko pewne oszczędności na wymiarach światła tunelu, ale również – przy zasilaniu napięciem stałym najczęściej stosowanym na SKM o intensywnym ruchu – z powodzeniem zastępują podwójny przewód jezdny. Na taki system zasilania przebudowano całą podstawową sieć metra barcelońskiego, również na odcinkach odkrytych. Korzystają też z nich koleje podziemne zasilane silnikiem liniowym, dla których minimalizacja wymiarów tunelu była ważnym argumentem doboru technologii napędzania, np. linia Nagahori-tsurumi-ryokuchi metra w Osace. Sztywne przewodniki stosuje się też zazwyczaj na mostach zwodzonych – np. w Polsce taki system był zastosowany na kolejowym moście na Regalicy w Szczecinie (przewód trakcyjny, podnoszony wraz z mostem, ze względów bezpieczeństwa jest uziemiony – maszynistę obowiązywał przejazd rozpędem z ograniczoną prędkością). Sztywne przewodniki można też stosować przy ograniczeniach podyktowanych konstrukcjami budowlanymi, np. w niskich budynkach stacyjnych. Współczesną formą sztywnego zasilania górnego są dwa aluminiowe profile obejmujące przewód jezdny.

## Zasilanie górne w podziemnych kolejach miejskich
Oszczędności na kosztach budowy tunelu związane z użyciem „trzeciej szyny” zamiast zasilania górnego nie były na tyle duże, by stosować ją tam, gdzie odcinki podziemne stanowią tylko stosunkowo niewielki fragment sieci, a zasilanie górne jest niezbędne na pozostałych trasach. Dotyczy to przede wszystkim sieci tramwajowych. Ze względów bezpieczeństwa na stacjach wyposażonych w niskie perony przewody trakcyjne są lepszą formą zasilania. Wystające z boku wózków odbieraki dolne mogłyby być dodatkowym źródłem zagrożenia w ruchu ulicznym i na niskich peronach. Istnieje zatem pokaźna grupa podziemnych linii tramwajowych z zasilaniem górnym, przede wszystkim w miastach niemieckich.
Drugą grupę stanowią te podziemne SKM, których pociągi przechodzą na zelektryfikowane górą linie własnych lub obcych sieci i w przypadku których nie zdecydowano się na wprowadzenie dwusystemowego zasilania, mimo że pociągi mają głównie do dyspozycji linie we własnych korytarzach. Należy do nich przede wszystkim większość linii metra tokijskiego. Pierwszą linię tego typu zbudowano tam w 1960 r. Grupa ta obejmuje też pokaźną liczbę podziemnych linii średnicowych albo końcówek śródmiejskich kolei sieci krajowej (np. na sieciach S-Bahn) albo prywatnych kolei aglomeracyjnych (gł. w Japonii).
Trzecią grupą są te SKM wydzielone od innych typów kolei, w których względy bezpieczeństwa, a nawet przekonanie o niższych kosztach utrzymania tras, przeważyły w doborze sieci górnej jako systemu zasilania. Poniżej znajduje się lista najważniejszych systemów drugiej i trzeciej grupy.
Argentyna
- Buenos Aires – Metro: z wyjątkiem linii B

Australia
- Melbourne – Connex Melbourne (kolej aglomeracyjna sieci krajowej): część czterotorowej pętlicy śródmiejskiej City Loop
- Sydney – City Rail (kolej aglomeracyjna sieci krajowej): średnica i pętlica śródmiejska oraz część linii Eastern Suburbs, Airport & East Hills

Austria
- Wiedeń – U-Bahn, tylko linia U6 (częściowo w tunelach)
- Wiedeń – średnica Schnellbahn (kolej aglomeracyjna sieci krajowej, częściowo w tunelu)

Belgia
- Bruksela – SNCB/NMBS (kolej aglomeracyjno-regionalna): średnica śródmiejska i linia przez Gare Luxembourg; wraz z ruchem dalekobieżnym

Chile
- Valparaíso – Tren Urbano: odcinek śródmiejski

Chiny
- Hongkong – MRTS (metro)
- Kanton – dìtiě (metro): linie 1, 2, 3
- Nankin – dìtiě (metro)
- Shenzhen – dìtiě (metro)
- Szanghaj – dìtiě (metro)

Dania
- Kopenhaga – S-tog (kolej aglomeracyjna DSB): średnica śródmiejska; wraz z ruchem regionalnym i dalekobieżnym

Francja
- Paryż – RER (średnice sieci kolei aglomeracyjnej SNCF i RATP)

Hiszpania
- Barcelona – Metro TMB
- Barcelona – FGC: dwie linie (z odgałęzieniami) w obrębie zwartej zabudowy, także w innych miastach
- Barcelona – Rodalies (Renfe, kolej aglomeracyjna): dwie średnice i podejścia, również ruch regionalny i dalekobieżny
- Bilbao – Metro
- Bilbao – FEVE: wlot do śródmieścia
- Bilbao – Cercanías (RENFE, kolej aglomeracyjna): linie C1, C2 – wlot do śródmieścia
- Madryt – Metro
- Madryt – Cercanías (RENFE, kolej aglomeracyjna): średnica i linia C5
- Walencja – Metro (w tym kolejka regionalna)

Indie
- Delhi – Metro

Japonia
- Sapporo – chikatetsu (metro, tabor ogumiony) – linie Tōhō i Tōzai
- Sendai – chikatetsu (metro)
- Tokio – chikatetsu (metro); oprócz linii Ginza i Marunouchi
- Tokio – linia Rinkai (kolej „trzeciego sektora”, połączona z siecią JR)
- Tokio – linia Tsukuba Express (kolej „trzeciego sektora”, zasilana ~25 kV 50 Hz na odcinku podmiejskim poza tunelami)
- Tokio – Tōkyū (kolej prywatna): linie Den’entoshi i Meguro – połączone z sieciami metra Tōkyō Metro i Toei
- Tokio – Keiō (kolej prywatna): linia Shinsen (podjazd do sieci metra Toei) i końcówka głównej linii w Shinjuku
- Tokio – Seibu (kolej prywatna): linia Yurakuchō (podjazd do sieci metra Tōkyō Metro)
- Tokio – JR Higashi Nihon (kolej sieci krajowej): linie Keiyō, Yokosuka/Sōbu honsen
- Jokohama – linia Minato Mirai (kolej „trzeciego sektora”, połączona z siecią Tōkyū)
- Nagoja – chikatetsu (metro): linie Kami-iida, Tsurumai
- Nagoja – Meitetsu (kolej prywatna): końcówka śródmiejska linii Seto
- Kioto – chikatetsu (metro)
- Kioto – Keihan (kolej prywatna): końcówka śródmiejska linii Honsen
- Kioto – Hankyū (kolej prywatna): końcówka śródmiejska linii Kyōto
- Osaka – chikatetsu (metro): linie Sakaisuji (połączona z Hankyū), Nagahori-tsurumi-ryokuchi, Imazatosuji
- Osaka – JR Nishi Nihon (kolej sieci krajowej): linia Tōzai
- Osaka – Kintetsu (kolej prywatna): końcówka śródmiejska linii Nara
- Osaka – Keihan (kolej prywatna): końcówka śródmiejska linii Honsen
- Osaka – Hanshin (kolej prywatna): końcówka śródmiejska linii Honsen
- Kobe – Kōbe Kōsoku Tetsudō (kolej „trzeciego sektora”) i podjazdy podziemne kolei prywatnych Hanshin, Hankyū, San’yō i Shintetsu
- Kobe – chikatetsu (metro)
- Kobe – Hokushin (kolej „trzeciego sektora”, połączona z linią metra)
- Fukuoka – chikatetsu (metro)

Korea Południowa
- Daejeon – jihacheol (metro)
- Inczon – jihacheol (metro)
- Kwangju – jihacheol (metro)
- Pusan – jihacheol (metro)
- Seul – jihacheol (metro)
- Seul – linia Bandung (kolej „trzeciego sektora”)
- Tegu – jihacheol (metro)

Meksyk
- Monterrey – Metrorrey, linia 2

Niemcy
- Frankfurt n. Menem – DB: średnica S-Bahn
- Lipsk – DB: średnica S-Bahn (w budowie)
- Monachium – DB: średnica S-Bahn
- Stuttgart – DB: średnica S-Bahn

Norwegia
- Oslo – NSB: średnica śródmiejska (także ruch regionalny i dalekobieżny)

Polska
- stacja Tunel w miejscowości Uniejów-Rędziny w powiecie miechowskim na trasie linii kolejowej nr 8: Warszawa Zachodnia – Radom Główny – Kielce Główne – Kraków Główny (ruch regionalny i dalekobieżny).
- stacja Łódź Fabryczna w miejscowości Łódź na trasie linii kolejowej nr 17 (ruch regionalny i dalekobieżny).

Portugalia
- Porto – Metro (właśc. tramwaj miejski i kolejka regionalna) – fragmenty sieci

Stany Zjednoczone
- Cleveland – Metro
- Filadelfia – SEPTA(inne języki): Center City Commuter Connection (średnica śródmiejska kolei aglomeracyjnej sieci krajowej)

Szwajcaria
- Zurych – S-Bahn (SBB): średnica śródmiejska

Szwecja
- Sztokholm – Pendeltåg; średnica śródmiejska kolei aglomeracyjnej SJ (także ruch dalekobieżny)

Tajwan
- Tajpej – średnica śródmiejska kolei aglomeracyjnej sieci krajowej (także ruch dalekobieżny)

Turcja
- Bursa – Bursaray; częściowo w tunelach
- Stambuł – Hafif Metro: odcinek śródmiejski

Ukraina
- Krzywy Róg – Švidkisnyj tramvaj/Skorostnyj tramvaj (wydzielona linia tramwajowa, częściowo podziemna)

Węgry
- Budapeszt – Metro linia 1 – Földalatti

Wenezuela
- Walencja – Metro

Wielka Brytania
- Newcastle upon Tyne – Tyne & Wear Metro, odcinki śródmiejskie

Włochy
- Genua – Metropolitana
- Katania – Circumetnea: Metropolitana
- Mediolan – Metropolitana: linie 2, 3
- Mediolan – FS (kolej regionalna sieci krajowej) i Ferrovia Nord: średnica Passante
- Neapol – Metropolitana (metro): linia 1
- Neapol – FS (kolej aglomeracyjna sieci krajowej): średnica śródmiejska Metropolitana
- Neapol – Circumflegrea(inne języki): podjazdy do śródmieścia
- Rzym – Metropolitana

## Konwersje systemów zasilania i zasilanie podwójne

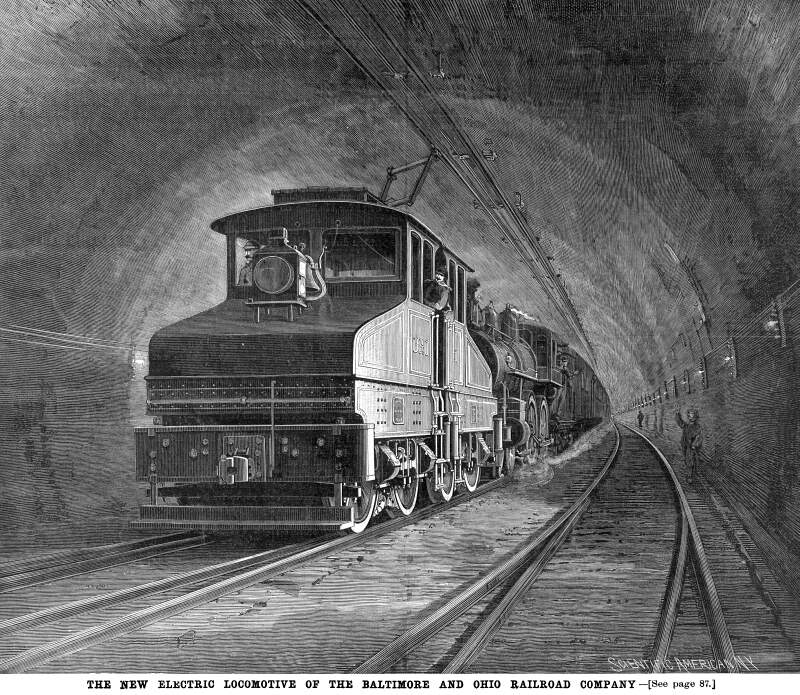
Baltimore – tunel kolei Baltimore & Ohio. Pierwotna forma zasilania górnego na linii kolei sieci krajowej. Przeciąganie pociągów parowych lokomotywami elektrycznymi było częstą praktyką stosowaną przy lokalnych elektryfikacjach tuneli – tutaj tylko w jedną stronę: pod górę.

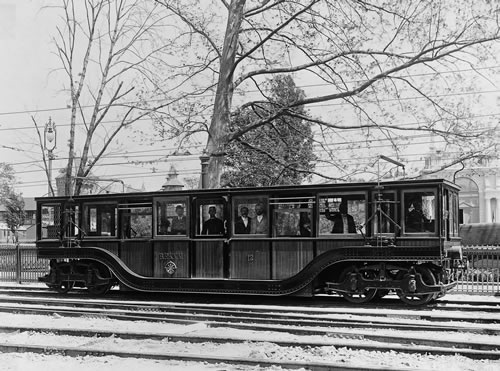
Budapeszt – wagon silnikowy kolei podziemnej Földalatti. Nisko zawieszone przewody trakcyjne i specjalny typ odbieraków ślizgaczowych

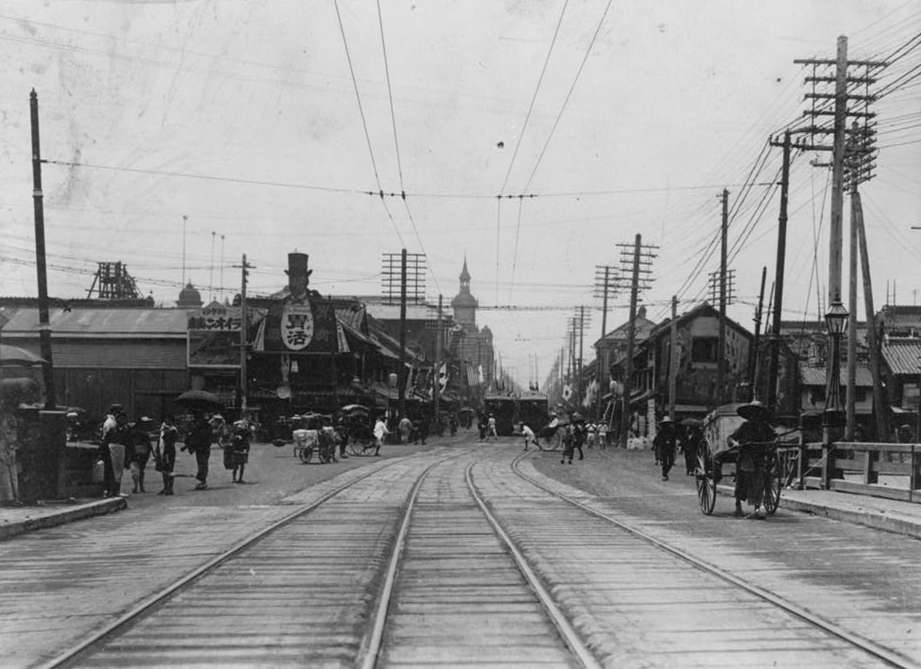
Tokio. Tramwaje elektryczne, wprowadzone w 1903 r., używały dwubiegunowej sieci trakcyjnej. Zdjęcie z 1905 r.

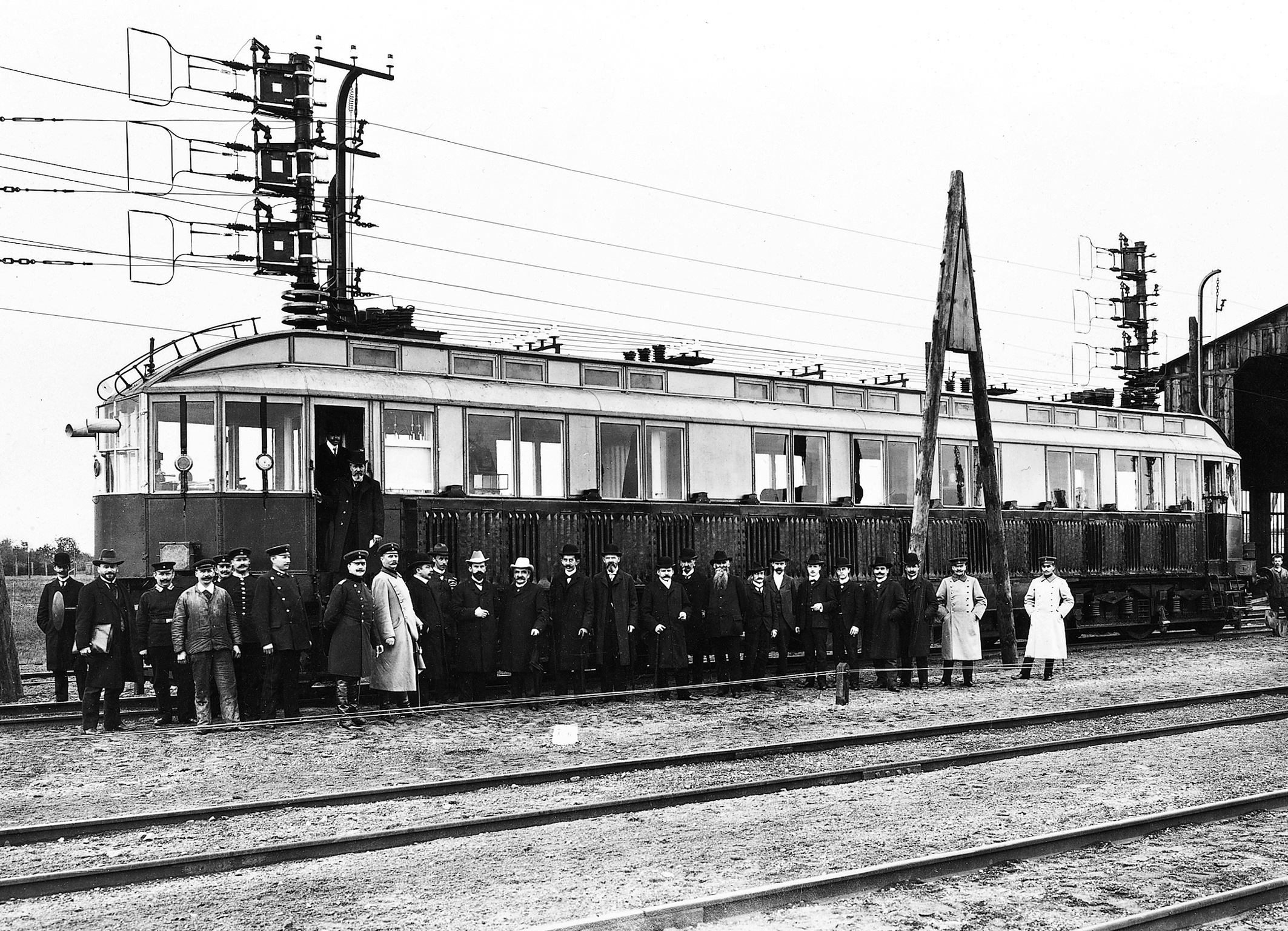
Kön.Pr. Militäreisenbahn – trójfazowa elektryfikacja próbna Zossen-Marienfelde, 1899 r. Niepraktyczne, pionowe ustawienie przewodów przy elektryfikacjach trójfazowych nie było gdzie indziej stosowane. Posługiwano się zresztą tylko dwoma przewodami jezdnymi.

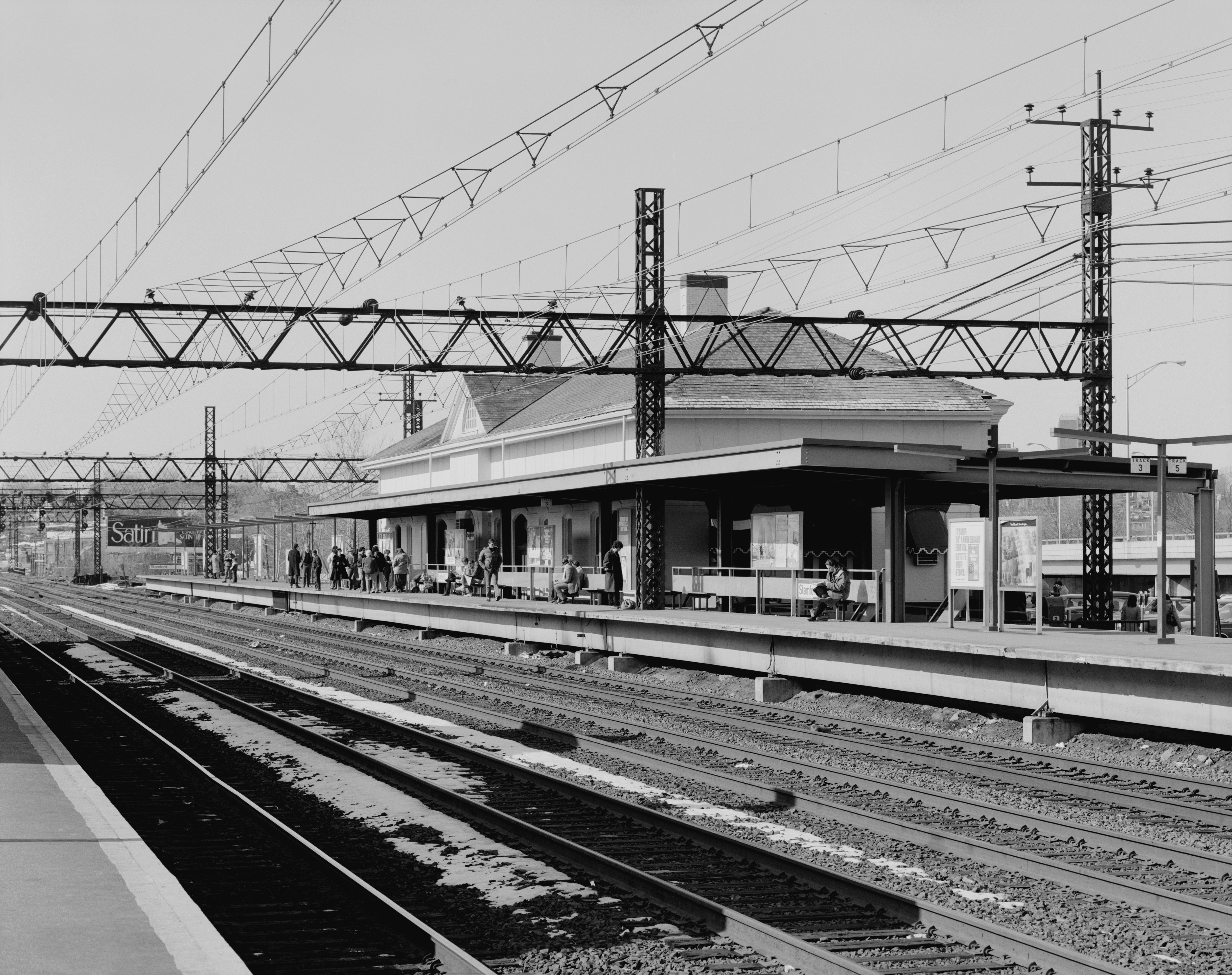
Stamford (stan Connecticut, USA); dworzec na dawnej kolei New York, New Haven & Hartford RR. Sieć zasilająca dla napięcia ~11 kV 25 Hz dwóch generacji: późniejsza – z jedną liną nośną oraz wcześniejsza (wprowadzona w 1907 r.) – o przekroju trójkątnym, z dwiema linami nośnymi. Warto zauważyć, że przewody jezdne stabilizowane są tylko wieszakami z liny nośnej (zdjęcie z 1983 r.)

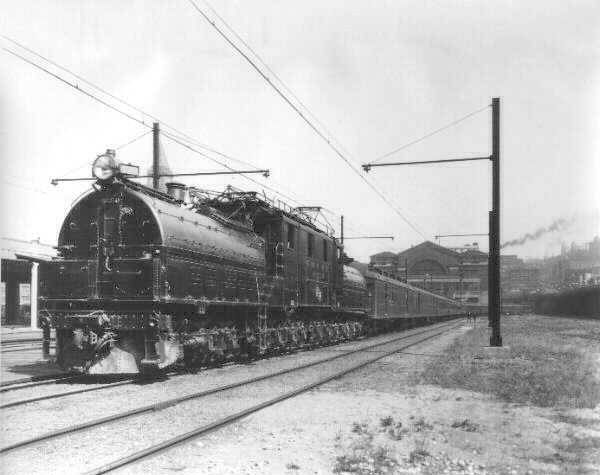
Chicago, Milwaukee, St. Paul and Pacific Railroad – wyjazd pociągu dalekobieżnego z Seattle (zdjęcie z 1927 r.?). Nieistniejąca już pierwsza wielka elektryfikacja sieci kolei krajowych napięciem stałym =3000 V, rozpoczęta w 1917 r.

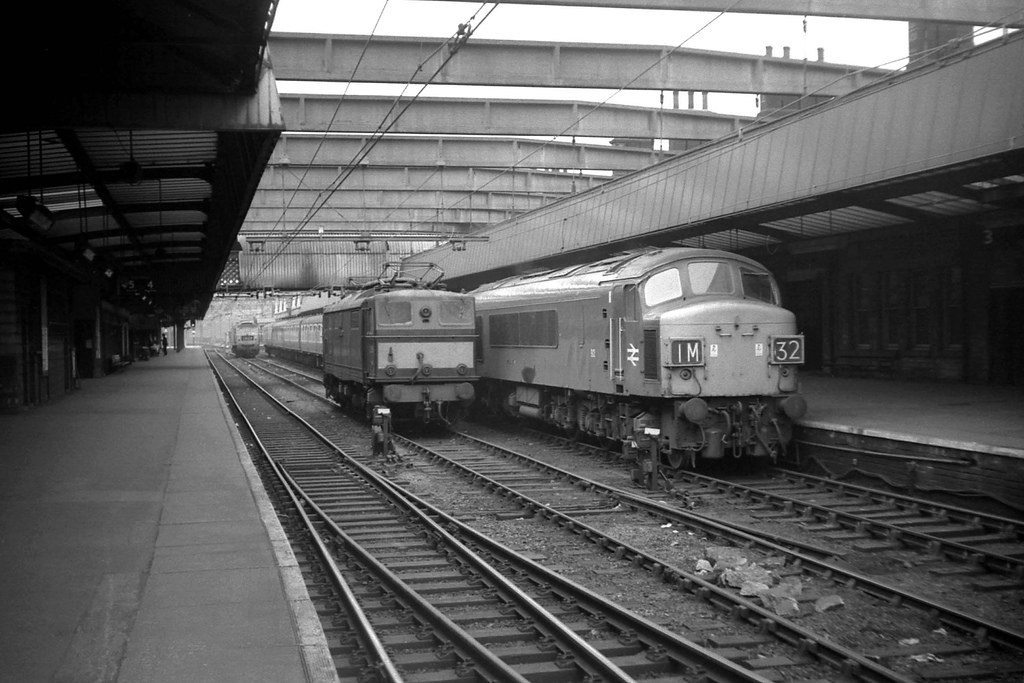
Sheffield Victoria (Anglia). Elektryfikacja linii w Górach Pennińskich kolei London & North Eastern Railway (potem British Railways), istniejąca od l. 50. do zamknięcia linii w 1981 r. (zdjęcie z 1969 r.). Napięcie stałe =1500 V, sieć ciężka z dwiema linami nośnymi.

Konwersje zasilania z przewodów trakcyjnych na „trzecią szynę” (i odwrotnie) oraz charakterystyczne przypadki podwójnego zasilania (dolnego i górnego) opisano w artykule trzecia szyna.
Podwójna elektryfikacja tego samego toru występuje zwykle z udziałem „trzeciej szyny”. Jest jednak również możliwa dwusystemowa elektryfikacja siecią górną. W Zurychu Sihltal-Uetliberg-Bahn eksploatuje linię kolei górskiej Uetlibergbahn (formalnie linia S10 sieci S-Bahn), zasilanej napięciem stałym 1200 V i linię podmiejską Sihltalbahn (linia S4), zasilanej napięciem jednofazowym 15 kV 16,7 Hz, połączoną z systemem kolei krajowych. Obie koleje używają tych samych torów od stacji Zürich Selnau do stacji Zürich Giesshübel (ok. 1,1 km). Przewody trakcyjne dwóch systemów biegną równolegle, Sihltalbahn ma zasilanie w osi toru, a oś przewodów trakcyjnych (i pantografów) kolei Uetlibergbahn została przesunięta 1300 mm na bok. Na trasie znajdują się skrzyżowania sieci trakcyjnych obu systemów elektryfikacji.

## Historia zasilania górnego
Zasilanie górne, mimo że pojawia się dość wcześnie, przyjmowało się na kolejach początkowo dość powoli. Główną przyczyną był brak efektywnego sposobu pobierania przez pojazd prądu z sieci górnej. Toteż tam, gdzie koleje dysponowały własnym korytarzem, a zwłaszcza miały torowisko bezkolizyjne w stosunku do sieci drogowej, chętniej stosowano „trzecią szynę”, czyli zasilanie dolne. Zasilanie dolne kolei typu tramwajowego było znacznie trudniejsze w budowie (np. kanały poduliczne), albo bardzo zawodne (system kontaktów jezdniowych) – zatem to właśnie tramwaje stały się początkowo polem rozwoju zasilania górnego.

### Zasilanie ze sztywnych przewodników
Zasilanie ze sztywnych przewodników wyprzedziło pojawienie się zasilania z wiotkich przewodów trakcyjnych. Jedną z wczesnych form zasilania górnego były rury metalowe, o średnicy 20–25 cm, ze szczeliną od dołu. Jadący pojazd ciągnął poruszający się w rurach trzpień, do którego był podłączony wiotkim przewodem. Zwykle stosowano zasilanie dwubiegunowe z dwóch równoległych rur. Były one podczepione do lin nośnych. System opracowany został przez firmę Siemensa i zaprezentowany po raz pierwszy na Wystawie Elektrycznej w Paryżu w 1881 r. Na kolei sieci krajowej sztywne przewodniki zastosowano po raz pierwszy na średnicy śródmiejskiej Baltimore Belt Line kolei Baltimore & Ohio Railroad (USA) i stosowano przez krótki czas po elektryfikacji w 1895 r. Jako przewodu jezdnego używano metalowego profilu w kształcie litery „Z”, a lokomotywy były wyposażone w specjalne odbieraki (później wprowadzono „trzecią szynę”).
Jak wspomniano wyżej, sztywne przewodniki jako zasilanie górne są obecnie często stosowane zwłaszcza w tunelach. Ich wykorzystanie jako podstawowego typu sieci zasilającej zależy często od preferencji poszczególnych kolei: metro barcelońskie TMB używa ich obecnie na wszystkich liniach, podczas gdy metro madryckie stosuje sieć trakcyjną z wiotkich przewodników.
Kalendarium
- 1881 – Paryż, Wystawa Elektryczna: eksperymentalny tramwaj Siemensa, zasilanie z rur metalowych
- 1883 – Lokalbahn Mödling–Hinterbrühl(inne języki) (okolice Wiednia), zasilanie z rur metalowych; =550 V
- 1884 – tramwaj Frankfurt (M) – Oberrad(inne języki), zasilanie z rur metalowych; =300 V (do 1906 r.)
- 1888 – tramwaj Vevey – Montreux – Chillon (CH), zasilanie z rur metalowych
- 1890 – tramwaj w Clermont-Ferrand (F) – przez kilka lat; zasilanie z rur metalowych
- 1895 – Baltimore, średnica(inne języki) kolei Baltimore & Ohio, =650 V; przez krótki okres
- 1969 – Barcelona, linia metra 5
- 1990 – Osaka, linia metra Nagahori-tsurumi-ryokuchi(inne języki) (napęd silnikiem liniowym)
- 2006 – Berlin, tunel na średnicy N-S (Tiergartentunnel)
- 2016 – Łódź, elektryfikacja dworca Łódź Fabryczna po modernizacji

### Zasilanie z przewodów trakcyjnych
Zasilanie z przewodów trakcyjnych musiało być początkowo dość skomplikowane, np. system Charlesa J. Van Depoele’a, w którym pobór prądu odbywał się przy pomocy rodzaju wózka (trolley) obejmującego przewód bocznymi rolkami (Patent nr 336453). Mimo że odbieraki tego typu zostały szybko wyparte przez nowsze i sprawniejsze konstrukcje, wzięła się od nich jedna z dwóch amerykańskich nazw tramwaju – trolley.
Zasilanie z przewodów trakcyjnych zostało znacznie uproszczone po wynalezieniu odbieraka rolkowego (trolley pole, Frank J. Sprague, zastosowany na linii tramwajowej Franklin Street Railway w Richmond, 1888) oraz odbieraka ślizgaczowego, np. typu „lira” (Bügelstromabnehmer, Werner von Siemens, ok. 1890). Odbierak ze ślizgaczem nie musiał kształtem przypominać liry, mógł być też prostokątny (np. na linii Sztokholm – Djursholm, na kolejach zasilanych trójfazowo – forma z dodatkowymi ramkami, stosowano też je do niedawna na tramwajach rzymskich). Technologie rolkową i ślizgaczową łączyła wspólna idea: kontakt odbieraka z przewodem jezdnym miał się realizować dzięki usprężynowaniu konstrukcji samego odbieraka. Jak wspomniano wyżej, obie technologie wymagały jednak różnych typów sieci trakcyjnej. Wynalazek odbieraka pantografowego, dokonany na początku XX w., nie miał, jak się zdaje, większego wpływu na ukształtowanie samej sieci trakcyjnej dostosowanej do odbieraków ślizgaczowych.
Pierwotną formą przewodów trakcyjnych (wyjąwszy niektóre wieloprzewodowe rozwiązania dla wózków odbierających prąd) była sieć prosta. Użyto jej nawet na całkowicie odrębnej linii metra (tramwaju podziemnego?) Földalatti w Budapeszcie – z bliżej zresztą nieznanych powodów, bo wagony nie mogły korzystać z sieci na ulicznej trasie do zajezdni, ze względu na jej niskie zawieszenie. Także bez lin nośnych obywał się cały bodaj system kolejowy północnych Włoch zelektryfikowany napięciem trójfazowym (od ok. 1903 r., ostatnia linia funkcjonowała do 1976 r.). Sieć trakcyjna miała dwa, oczywiście oddalone, przewody jezdne, które dodatkowo zdwajano na bardziej obciążonych liniach.
Zasilanie dwubiegunowe (dwa przewody trakcyjne), zanim pojawiło się na liniach trolejbusowych, bywało stosowane na niektórych sieciach tramwajowych, jeśli miasto nie dopuszczało użycia w tym celu szyn jezdnych, np. w Tokio, Cincinnati, Hawanie (sieć dwubiegunowa). Jego odmianą było zasilanie bez przewodu „zerowego”, np. takie, które istniało na kolejce Tábor – Bechyně w Czechach (František Křižík): jeden przewód +700 V, drugi –700 V.
W USA kolejki interurbans w większości używały sieci prostej. Wyjątkowo stosowano przewód trakcyjny z boku toru (zdarzało się to także na sieciach niektórych tramwajów europejskich) – było to możliwe, jeśli używano odbieraków rolkowych. Wczesne kolejki, nawet na trasach jednotorowych, miały sieć zawieszoną na poprzecznych linach umocowanych do słupów trakcyjnych ustawionych po obu stronach toru. Słupy trakcyjne z wieszakami pojawiły się nieco później. Zazwyczaj te sieci interurbans, które zasilane były napięciem zmiennym, używały pantografów (wyjątkowo odbieraków „lirowych”). Przewody trakcyjne dla napięcia zmiennego były w większości budowane z liną nośną (catenary overhead). Można podejrzewać, że tam tego typu sieci pojawiły się po raz pierwszy.
Wraz ze wzrostem prędkości pociągów, jak też przy dużym zapotrzebowaniu na prąd (które pojawiało się przy dużych prędkościach oraz przy ciężkim ruchu kolejowym), sieć prosta stawała się niewystarczająca. Już wczesne elektryfikacje jednofazowym napięciem zmiennym kolei sieci krajowej w Szwajcarii i w Niemczech posługiwały się siecią z linami nośnymi. Tak wyglądały m.in. przewody trakcyjne na linii Spiez – Fruchtigen (pierwszym odcinku Lötschbergbahn) zelektryfikowanej w 1910 r. Pierwszy etap jednofazowej elektryfikacji sieci kolei pruskich w Niemczech Środkowych i na Śląsku (1911–1920) wprowadził sieć z liną nośną (Kettenwerk) według formuł: lekkiej skompensowanej (przedsiębiorstwo AEG), lekkiej półskompensowanej (z trójkątnymi wieszakami; firma BEW – Berliner Elektricitäts-Werke) oraz złożonej półskompensowanej (z drugą, pośrednią liną nośną; firma Siemens-Schuckert). W kolejnych etapach elektryfikacji Deutsche Reichsbahn oparła się ostatecznie na modelu BEW – sieć lekka półskompensowana, jednak z udziałem prostych wieszaków (z wyjątkiem środka rozpiętości przęsła).
Wyjątkowym rozwiązaniem sieci z linami nośnymi były te, które miały przekrój odwróconego trójkąta – czyli z dwiema równoległymi linami nośnymi. Być może na kolejach sieci krajowej najwcześniej, bo w 1907 r., zastosowała je na swojej głównej trasie New York, New Haven & Hartford Railroad. Dwa lata później pojawia się ono na kilka lat na niektórych liniach londyńskich kolei London, Brighton & South Coast. Doświadczenie pokazało jednak, że sieć była zbyt sztywna, wskutek czego typu tego nie kontynuowano przy dalszych elektryfikacjach w Ameryce.
Kalendarium
- 1885 – tramwaje w Kansas City, Toronto (Leo Daft), Baltimore – odbieraki z wózkiem („trolley”)
- 1888 – tramwaje w Richmond (stan Wirginia, USA), Frank J. Sprague – pierwsza w pełni sprawna elektryczna linia tramwajowa w historii, zasilana z góry za pomocą odbieraków rolkowych (rozwiązanie problemu czerpania energii z przewodów trakcyjnych); odtąd masowa elektryfikacja górna tramwajów w Ameryce Północnej
- 1890 – tramwaj podmiejski Florencja – Fiesole, system Sprague’a
- 1891 – Halle: sieć tramwajów według systemu Sprague’a (firma AEG); także linia w Pradze (F. Křižík) – odbieraki rolkowe
- 1893 – Drezno i Hanower: sieć tramwajowa dla odbieraków ślizgaczowych typu „lirowego” (Siemens & Halske); udoskonalenie „liry” oraz wprowadzenie odbieraków rolkowych Sprague’a umożliwiło proces masowej elektryfikacji górnej tramwajów w Europie;
- 1894 – Lwów, tramwaj elektryczny (Siemens & Halske – odbieraki „lirowe”; pierwsza kolej elektryczna w polskiej przestrzeni kulturowej)
- 1895 – Meckenbeuren – Tettnang (Wirtembergia); kolej lokalna (deelektryfikacja: 1935), =650 V
- 1895 – Sztokholm – Djursholm; kolej dojazdowa (rozstaw szyn 891 mm; odbieraki ślizgaczowe) – sieć prosta
- 1896 – Budapeszt: kolej podziemna Ferenc József Földalatti Villamos Vasút, zasilana z prostej sieci górnej; specjalny typ odbieraków ślizgaczowych
- 1897+ – Gornergratbahn (kanton Wallis, CH), kolej zębata, pr. trójfazowy – sieć prosta dwuprzewodowa
- 1898 – Jungfraubahn (kanton Berno, CH), kolej zębata, pr. trójfazowy – sieć prosta dwuprzewodowa ~650 V 40 Hz

Dalszy postęp w elektryfikacji siecią napowietrzną kolei sieci krajowej i lokalnych pozamiejskich:

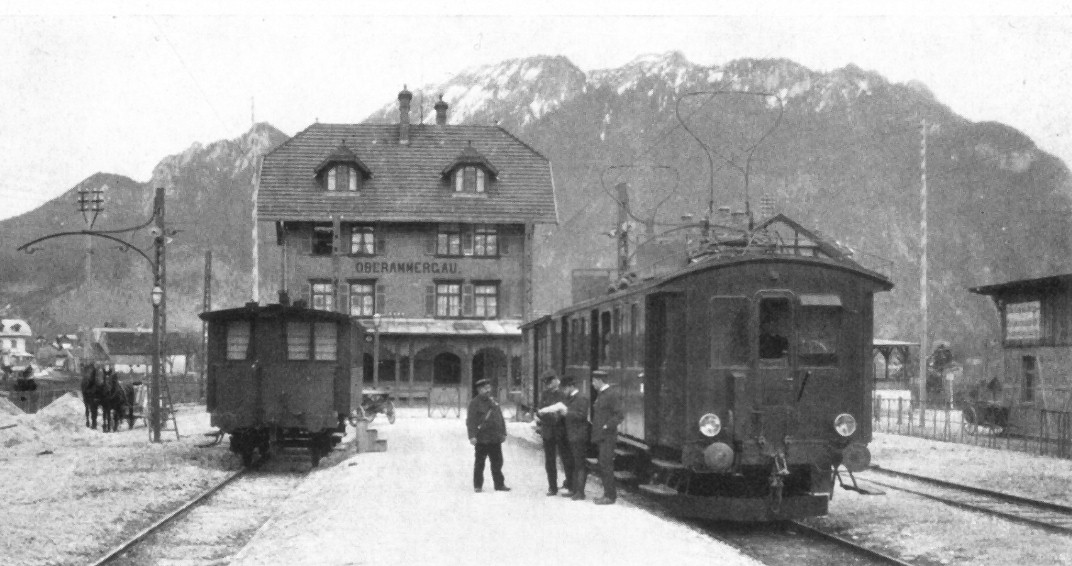
Ammertalbahn – pierwsza kolej w Niemczech zasilana napięciem jednofazowym (1904)

- 1899 – linia Burgdorf – Thun (kanton Berno, CH) – elektryfikacja trójfazowa ~750 V 40 Hz (odbieraki ślizgaczowe, rodzaj podwójnej „liry”)
- 1899 – Zossen – Marienfelde (Königlich Preußische Militär-Eisenbahn, okolice Berlina) – próbna elektryfikacja trójfazowa trójprzewodowa z przewodami jeden nad drugim; zdjęta 1903 r.; mimo efemerycznego charakteru, próba ta zapisała się osiągnięciem przez pociąg prędkości 210 km/h
- po 1902 – Valtellina, Giovi (IT) – elektryfikacja trójfazowa (odbieraki ślizgaczowe, jak Burgdorf – Thun); początki elektryfikacji trójfazowej sieci krajowej w północnych Włoszech, ~3000 V 45 Hz albo ~3600 V 16⅔ Hz (firma Ganz, K. Kando)
- ok. 1903 – St. George-de-Commiers – La Mure (dep. Izery, FR) – dwuprzewodowa, =2400V
- 1903 – kolej lokalna Tábor – Bechyně (CZ), F. Křižík – dwuprzewodowa, =1400 V
- 1903 – pierwszy pantograf: tramwaje dojazdowe Key System, Oakland i okolice – możliwość rozwijania większych prędkości przez pociągi elektryczne zasilane z przewodów trakcyjnych;
- 1904 – Kobu Tetsudō: Tokio – fragment późniejszej linii Chūō kolei państwowych Kokutetsu, =600 V, sieć prosta – pierwsza elektryfikacja siecią trakcyjną odcinka sieci krajowej, choć dla ruchu podmiejskiego
- 1904 – Königlich Bayerische Staatseisenbahnen: Ammertalbahn Murnau – Oberammergau (Bawaria); ~5500 V 15 Hz – pierwsza kolej w Niemczech zasilana napięciem jednofazowym – sieć płaska
- 1905 – SBB: Seebach – Wittingen (kanton Zurych, CH) – elektryfikacja próbna, jednofazowa, ostatecznie ~16⅔ Hz (f-ma Oerlikon); zdjęta 1907 r., ale doświadczenie zdecydowało o przyjęciu tego typu zasilania na sieci krajowej kolei szwajcarskich
- 1905-06 – SBB: tunel Simplon (CH/IT) – elektryfikacja trójfazowa ~3000 V 15 Hz; firma Brown-Boveri (1930 – zmiana na jednofazową; ~15 kV 16⅔ Hz)
- 1906 – Cöln-Bonner Kreisbahn: linia Rheinuferbahn (Kolonia – Wesseling – Bonn), =990 V
- 1907 – New York, New Haven & Hartford RR, Nowy Jork – Stamford (1910 – do New Haven), ~11 kV 25 Hz; pierwsza poważna elektryfikacja magistrali sieci krajowej – sieć z linami nośnymi, pierwotnie przekrój trókątny
- 1907 – KPEV: Hamburg-Altonaer Stadt- und Vorortbahn(inne języki); sieć z liną nośną, ~6000 V 25 Hz
- przed 1908 – CF Midi: Villefranche – Ille – jednofazowy ~12 kV 16⅔ Hz
- 1908 – Spokane & Inland Empire RR – jednofazowa, ~6600 V 25 Hz, sieć lekka
- 1908 – Great Trunk Railroad: St. Clair Tunnel(inne języki) (Port Huron, Michigan – Sarnia, Ontario); jednofazowy 3300 V 25 Hz
- 1908 – Thamshamn – Lokken (Thamshavnbanen, NO) – 1~6600 V 25 Hz
- 1909 – Great Northern Rly. of America: 10 km w Górach Kaskadowych w tym pierwszy Tunel Gór Kaskadowych (przedsiębiorstwo General Electric Co.) – elektryfikacja trójfazowa, ~6600V 25 Hz; funkcjonowała do otwarcia drugiego tunelu w 1929 r.; system elektryczny rozmontowany w 1956 r. („dieselizacja”)
- 1909–1914 – LBSCR(inne języki): linia South London i do Croydon (GB) – sieć lekka z linami nośnymi o przekroju odwróconego trójkąta, jednofazowy ~6600 V (przebudowa na „trzecią szynę” – ok. 1929 r.)
- 1910–1911 – FF Sur: Gergal – Santa Fé (ES) – trójfazowa, 5500 V 25 Hz (firma Brown-Boveri)
- 1910–1913 – BLS(inne języki): tunel Lötschberg (CH); sieć z linami nośnymi – jednofazowa ~15 kV 16⅔ Hz
- 1910 – Boston & Maine RR: Hoosac Tunnel(inne języki) (stan Massachusetts, US) – jednofazowy, ~11 kV 25 Hz („dieselizacja” – 1946)
- ok. 1910 – Kokutetsu(inne języki) – linia Keihin: Tokio – Jokohama (fragment linii Tōkkaidō, JP); =1200 V, potem =1500 V – sieć z liną nośną
- 1911 – St. Pölten – Mariazell (Mariazellerbahn, AT): zm. jednofazowy ~6500 V 25 Hz
- 1911-14 – KPEV: Magdeburg – Dessau – Bitterfeld – Lipsk – Halle; ~15 kV 16⅔ Hz – sieć z liną nośną, skompensowana i półskompensowana (zależnie od odcinka), lekka i złożona (zależnie od odcinka) – firmy Siemens-Schuckert oraz AEG

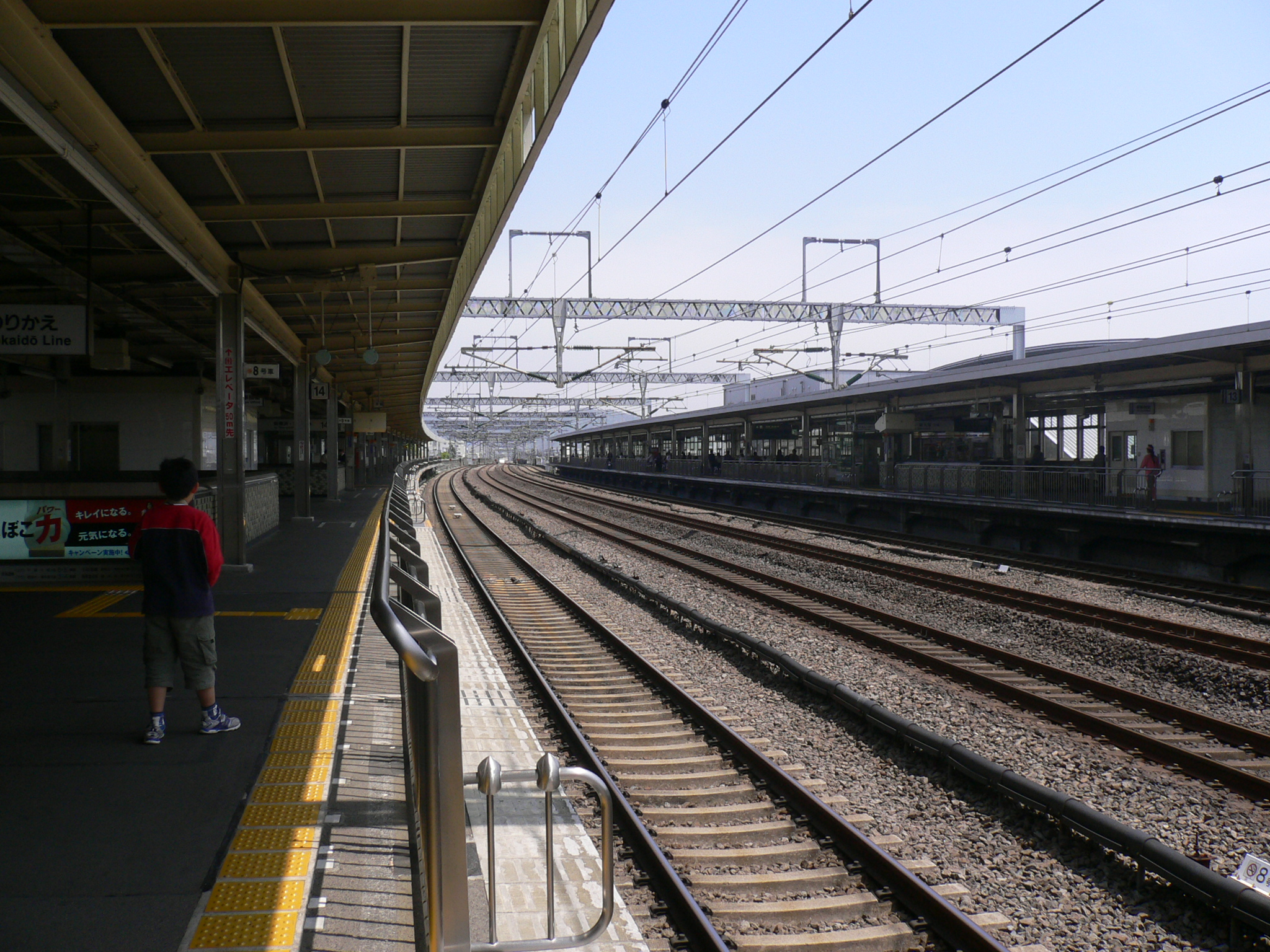
Japonia: stacja Odawara koło Jokohamy. Sieć trakcyjna Tōkkaidō Shinkansen, zbudowanego w 1964 r. (~25 kV 50 Hz). Ze względu na wysokie obciążenia i naprężenie prawie wszystkie linie Shinkansenów korzystają ze złożonej sieci trakcyjnej. Nie montuje się jej jednak na torach bocznych.

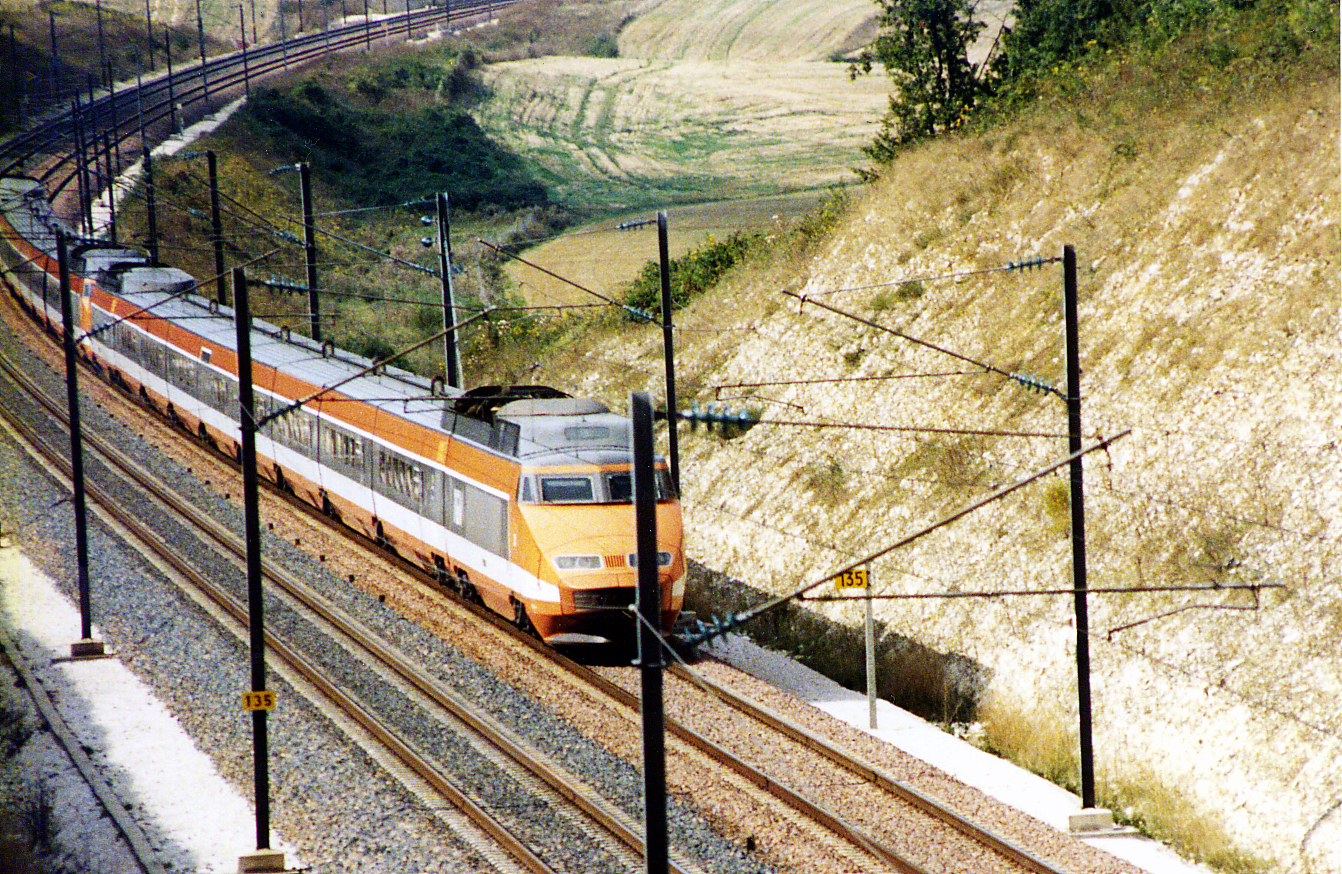
Francja: linia dużych prędkości Sud-Est, zbudowana w 1981 r. (~25 kV 50 Hz). Sieć lekka, z zagęszczonymi wieszakami (zdjęcie z 1987 r.)

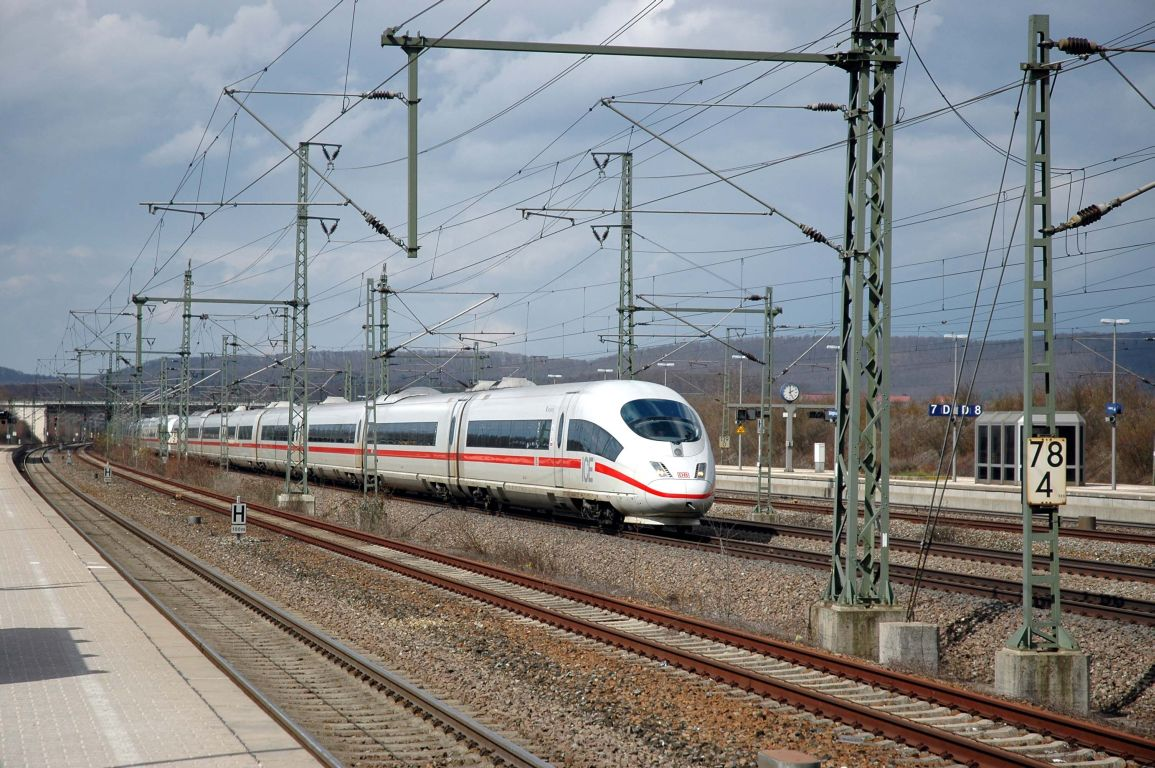
Niemcy: linia NBS Mannheim – Stuttgart, zbudowana w 1991 r., widziana na stacji Vaihingen (Enz). Zasilanie ~15 kV 16,7 Hz, sieć lekka.

- 1912 – kkStB / K.Bay.Sts.B.: Karwendelbahn (Innsbruck – Garmisch)
- 1913 – Butte, Anaconda and Pacific Rly. (stan Montana, USA), =2400 V, sieć lekka; deelektryfikacja 1967 r.
- 1914-23 – KPEV: kolej sudecka (Zgorzelec – Wrocław), ~15 kV 16⅔ Hz – sieć z liną nośną
- 1915+ – Pennsylvania RR(inne języki) – Filadelfia – Paoli; później inne linie między Nowym Jorkiem i Harribugiem, ~11 kV 25 Hz – sieć „złożona” (druga lina nośna równolegle nad przewodem jezdnym), później także sieć lekka
- 1915-23 – Malmbanan(inne języki) Luleå – Kiruna – Narvik (głównie Szwecja) i inne linie – pierwotnie ~16 kV 15 Hz, sieć z liną nośną
- 1915 – Norfolk & Western Rly.: Bluefield – Vivien (z tunelem Elkhorn; stan Wirginia Zachodnia), 11 kV 25 Hz (elektryfikacja nie istnieje)
- 1917+ – Chicago, Milwaukee, St Paul & Pacific RR(inne języki), linia przez Góry Skaliste (Seattle – Harlowton, Montana), =3000 V – sieć z liną nośną; elektryfikacja wzorcowa dla kolei w Ameryce Łacińskiej (deelektryfikacja – 1974 r.)
- 1921-22 – SBB/FFS: Gotthardbahn Lucerna – Chiasso (CH); ~16 kV 15 Hz, sieć lekka
- 1922 – Companha Paulista: Jundiaí – Campinas (stan São Paulo, Brazylia), =3000 V, sieć „normalna” (deelektryfikacja – 1996 r.)
- 1922+ – Great Indian Peninsular Rly.: sieć podmiejska Bombaju, =1500 V; sieć z liną nośną
- 1924 – FCM: Meksyk – Vera Cruz, =3000 V, sieć z liną nośną (elektryfikacja częściowo istnieje)
- 1924 – FEC: Valparaíso – Santiago (Chile), sieć lekka i sieć „normalna”, =3000 V
- 1925 – SJ: Sztokholm – Göteborg, ~16 kV 50 Hz, sieć z liną nośną
- 1925 – South African Rlys.: Glencoe – Pietermaritzburg, =3000 V, sieć lekka
- 1926 – CF Paris-Orléans: elektryfikacja linii Paryż – Vierzon, =1500 V – sieć złożona
- 1936 – PKP: Warszawa – początek elektryfikacji węzła – pierwsza elektryfikacja sieci krajowej w polskiej przestrzeni kulturowej; zdecydowano się na zasilanie napięciem stałym 3000 V z siecią górną; elektryfikacja obejmowała tunel średnicowy w Warszawie
- 1954 – SNCF: Valenciennes – Thionville, jednofazowa elektryfikacja próbna we Francji (~25 kV 50 Hz)
- 1954-57 – PKP: Warszawa – Koluszki – Łódź/Częstochowa – Katowice, pierwsza elektryfikacja linii magistralnej w Polsce (sieć „normalna”, =3000 V)
- 1966 – British Rail: West Coast Main Line (London Euston – Crewe – Manchester Piccadilly/Liverpool Lime Street), pierwsza elektryfikacja górna linii magistralnej w Anglii – sieć lekka, ~25 kV 50 Hz
- 1966 – SNCF: Paris Nord – Lille Flandres – pierwsza wielka elektryfikacja jednofazowa we Francji, sieć lekka (~25 kV 50 Hz)

## Wybrane źródła
- (wł.) Alberto Cordara, Ricordo quel binario. Oltre un secolo di immagini ferrotramviarie del Piemonte, Calosci, Cortona, 1986
- (niem.) Die Eisenbahn in Schlesien, „Eisenbahn-Kurier Special 78”, EK-Verlag, Fryburg Bryzg., 2005
- (ang.) Frank Ferneyhough, The History of Railways in Britain, Osprey Publishing Ltd., St Albans, 1975
- (pol.) F. J. G. Haut, Historia lokomotywy elektrycznej, wyd. polskie: WKŁ, Warszawa, 1975
- (ang.) George W. Hilton, John F. Due, The Electric Interurban Railways in America, 2nd ed., Stamford University Press, Stamford, 1964
- (ang.) Japanese Railway Technology Today, Railway Technical Research Institute, East Japan Railway Culture Foundation, Tokio, 2001
- (pol.) Koleje polskie 1842-1972, WKŁ, Warszawa, 1974